# Eilendorf
Eilendorf ist ein Stadtteil und Verwaltungsbezirk der Stadt Aachen, Städteregion Aachen, hat ca. 16.000 Einwohner und grenzt mit seinen Ortsteilen Eilendorf und Nirm an die Stadtteile Brand, Rothe Erde und Verlautenheide sowie an Stolberg-Atsch.

## Geschichte
Erstmals urkundlich erwähnt wurde Eilendorf im Jahre 1238 in einer Schenkungsurkunde des Abtes Florenz von Kornelimünster an das Aachener St.-Adalbert-Stift. Es entwickelte sich vor allem der Bergbau nach Galmeierz, der heute allerdings nicht mehr betrieben wird, jedoch findet sich ein Symbol hierfür noch im Eilendorfer Ortswappen. Zudem gab es in Eilendorf Dolomit-Steinbrüche und es wurde Fett- und Wasserkalk hergestellt. Von 1577 bis 1583 musste Eilendorf Einquartierungen, Plünderungen und Brandschatzungen durch fremde Truppen im Truchsessischen Krieg erleiden. In den Jahren 1630–1640 zeigte der Dreißigjährige Krieg in Eilendorf seine Schrecken, diese wurden nur durch die rücksichtslose Brandschatzungen im Raubkrieg von Ludwig dem XIV. im Jahr 1678 übertroffen. Die Abtei Kornelimünster fand 1794 durch die Französische Revolution ein jähes Ende. 1802 wurde sie aufgelöst, dabei wurden alle geistlichen Güter zum Nationaleigentum. Eilendorf bildete mit Forst, Weiern und Höfen bereits 1797 eine politische Union.
Das Eilendorfer Gebiet reichte in östlicher Richtung bis zum Propsteier Wald und bis Eschweiler-Aue. So wurde 1884 die Station Stolberg an der Eisenbahnstrecke in diesem Eilendorfer Gebietszipfel errichtet. Am 1. April 1886 schied Eilendorf aus dem Bürgermeisterverband Forst aus und wurde selbstständige Bürgermeisterei, die alten Gemeindegrenzen wurden jedoch beibehalten. Eilendorf bekam am 1. April 1897 eine eigene Eisenbahnhaltestelle für den Personen- und Güterverkehr. Eilendorf und Nirm bildeten ab 27. April 1900 eine Dorfgemeinschaft. 1908 eröffnete die erste Apotheke in Eilendorf. Im Jahre 1935 kam die Atsch im Zuge einer Gebietsreform innerhalb des damaligen Landkreises Aachen von Eilendorf an die Stadt Stolberg.

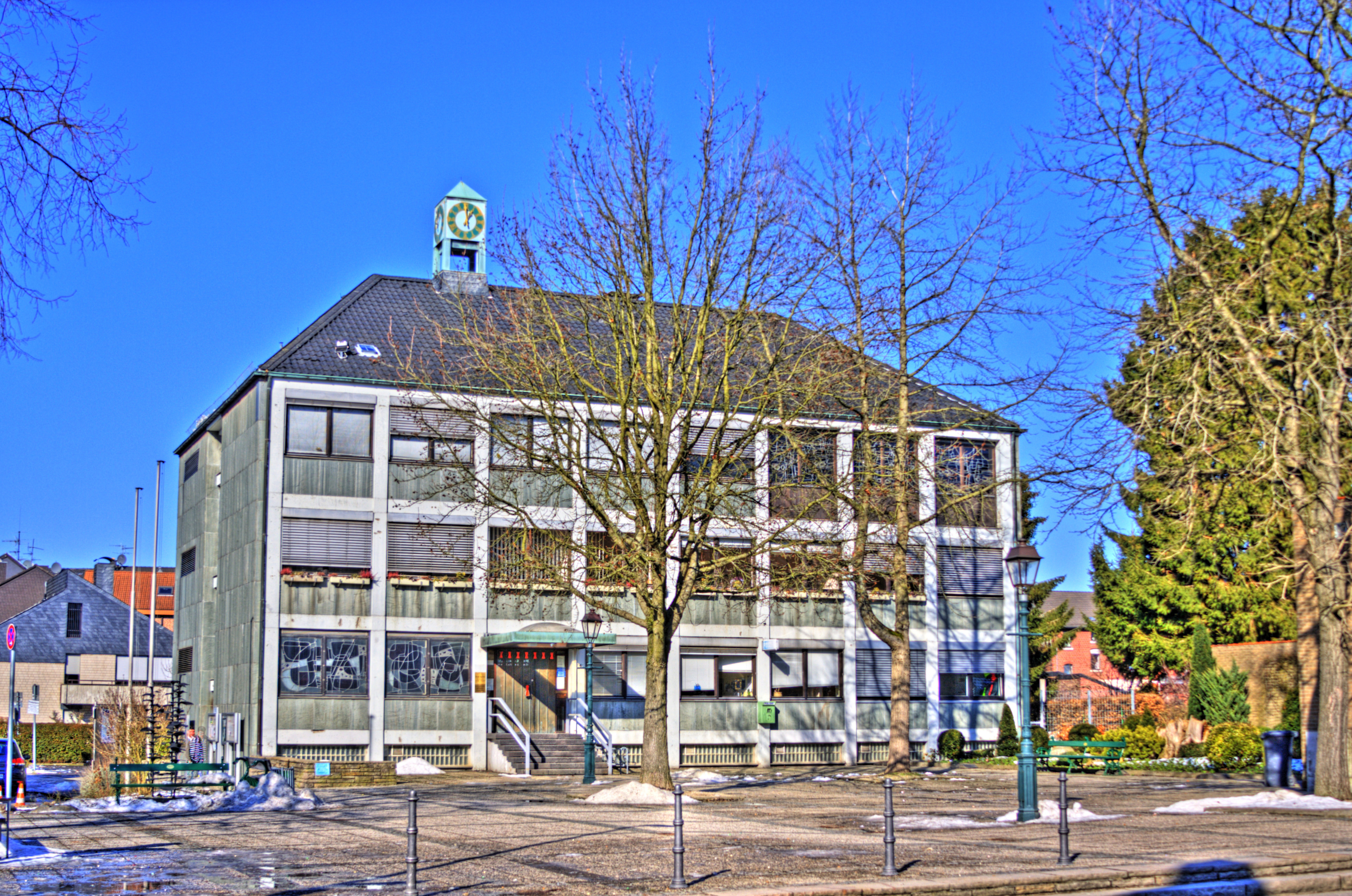
Ehemaliges Rathaus Eilendorf – heute Sitz des Bezirksamtes

Bis zur Gebietsreform in Nordrhein-Westfalen war Eilendorf eine eigenständige Gemeinde. Durch das Aachen-Gesetz (1971) erfolgte am 1. Januar 1972 die Eingemeindung. Das heutige Bezirksamt hat seinen Sitz im ehemaligen Eilendorfer Rathaus.
Mit der Eingliederung der Gemeinde Eilendorf zur Stadt Aachen sahen die Verantwortlichen die Möglichkeit, „anstehende kommunale Probleme in einem größeren Rahmen zu lösen und eine Basis für einen ausgeglichenen Lebensraum zu schaffen, wie er für ein gesundes Gemeinwesen in unserer Zeit zu fordern ist“.

### Namensgeschichte
Der ursprüngliche Name (keine genauen Zeitangaben möglich) des Ortes war Erlendorf. Der feuchte Boden bot die biologische Voraussetzung für Erlen, was dem Ort damals diesen Namen gab. Durch das Aachener Platt wurde aus Erlendorf der heutige Name Eilendorf.

## Bevölkerung
Am 31. Dezember 2023 lebten 15.958 Einwohner in Aachen-Eilendorf.
Strukturdaten der Bevölkerung in Eilendorf:
- Bevölkerungsdichte: 22,9 Einwohner je ha (Aachener Durchschnitt: 15,8 Einwohner je ha)
- Durchschnittsalter: 43,69 Jahre (Aachener Durchschnitt: 40,63 Jahre)
- Ausländeranteil: 11,8 % (Aachener Durchschnitt: 16,9 %)
- Arbeitslosenquote: 7,5 % (Aachener Durchschnitt: 8,9 %)

## Politik

### Ortswappen
Das Eilendorfer Ortswappen ist vertikal zweigeteilt und zeigt auf seiner linken (heraldisch rechten) Seite auf blauem Grund zwei gekreuzte Bergbauwerkzeuge und darunter ein stilisiertes Galmeiveilchen, während die rechte (heraldisch linke) Seite ein Korneliushorn auf rotem Grund zeigt. Das Korneliushorn weist auf die frühere Zugehörigkeit Eilendorfs zur Reichsabtei Kornelimünster hin.

## Religion
Eilendorf war bis zum 31. Dezember 2009 unterteilt in zwei katholische Pfarrgemeinden, St. Severin, die zu den ältesten Kirchengemeinden im Raum Aachen zählt und von der Reichsabtei Kornelimünster gegründet wurde, und St. Apollonia, die mit der Pfarrgemeinde St. Barbara im benachbarten Stadtteil Rothe Erde einen Pfarrzusammenschluss mit einem gemeinsamen Pfarrer bilden.
Am 1. Januar 2010 wurden die drei bis dahin selbstständigen Pfarren St. Apollonia, St. Barbara und St. Severin zur neuen Pfarre GdG Aachen-Ost/Eilendorf fusioniert. Pfarrkirche ist St. Severin; St. Apollonia und St. Barbara sind nun Filialkirchen. Durch diese Fusion gibt es seitdem nur noch einen Kirchenvorstand und einen Pfarrgemeinderat für die neue Pfarre St. Severin, in den einzelnen Gemeinden existieren Gemeindeausschüsse.

### St. Severin
Die Pfarre St. Severin geht auf eine Gründung der Reichsabtei Kornelimünster zurück: An der Stelle einer ersten (wahrscheinlich romanischen) Kirche ließ Abt Hyazinth Alfons, Graf von Suys (1713–1745) ein neues stilloses Gotteshaus errichten. Pfarrpatron war der Heilige Sebastian. Dieses Gotteshaus wurde schon 1864 nach den Plänen des Kölner Baumeisters Heinrich Wiethase durch eine größere, dreischiffige Kirche im neoromanischen Stil (die heutige Pfarrkirche) ersetzt. In den Jahren 1904 bis 1908 erhielt die Kirche einen größeren Glockenturm. In diesem Turm ist der Grundstein der von Abt Hyazinth errichteten Kirche zu sehen. Die Umwidmung an den neuen Pfarrpatron, den Heiligen Severin von Köln, erfolgte im Zuge der späteren Eingliederung der Pfarre in das Erzbistum Köln.

### St. Apollonia
Die Kirche St. Apollonia steht im Oberdorf an der Heckstraße auf Höhe des Apolloniawegs. Das vom Aachener Architekt Peter Salm entworfene Gebäude wurde in den Jahren 1959 bis 1961 errichtet, nachdem die zuvor als Kirchengebäude dienende Apolloniakapelle aus dem 18. Jahrhundert sich als zu klein und baufällig erwiesen hatte. Die feierliche Grundsteinlegung der Kirche fand am 23. August 1959 statt. Am 24. und 25. März 1961 wurde die Kirche durch Bischof Johannes Pohlschneider der Heiligen Apollonia geweiht. Dieses Patronat wurde aufgrund der in der Nähe befindlichen Apolloniakapelle gewählt. Ebenfalls am 25. März 1961 wurde durch den Bischof die Vikarie St. Apollonia innerhalb der Pfarre St. Severin eingerichtet, die bereits am 12. Dezember 1964 zur eigenständigen Pfarrvikarie und am 21. Januar 1969 schließlich zur Pfarre erhoben wurde.

### Weiteres
Die evangelische Versöhnungskirche mit integriertem Gemeindezentrum wurde 1979 gegründet. Sie bildet den Gemeindebezirk der Versöhnungskirche innerhalb des Evangelischen Kirchenkreises Aachen.
Des Weiteren existiert ein jüdischer Friedhof an der Von-Coels-Straße kurz nach dem Ortsausgang in Richtung Stolberg.

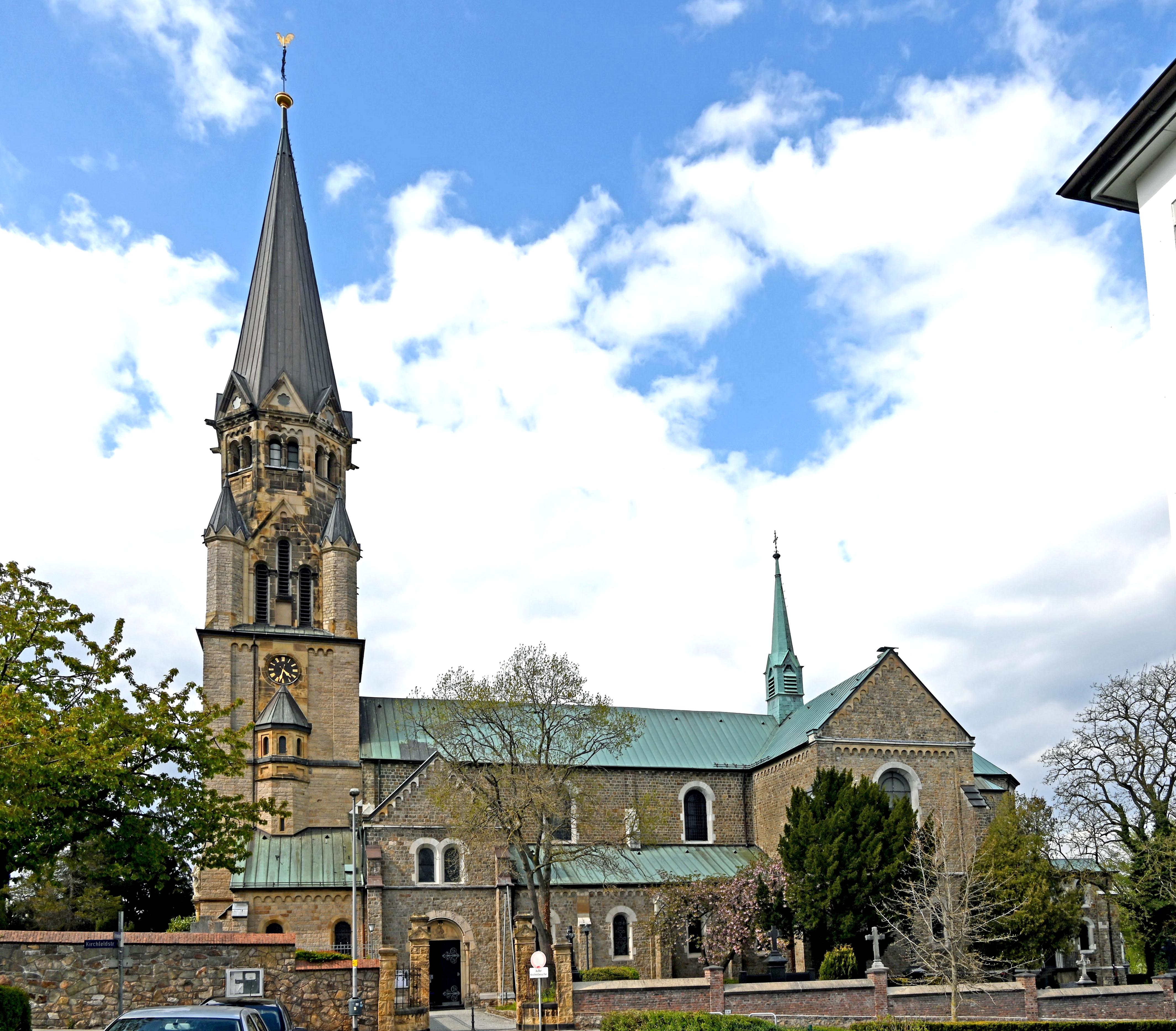
Pfarrkirche St. Severin
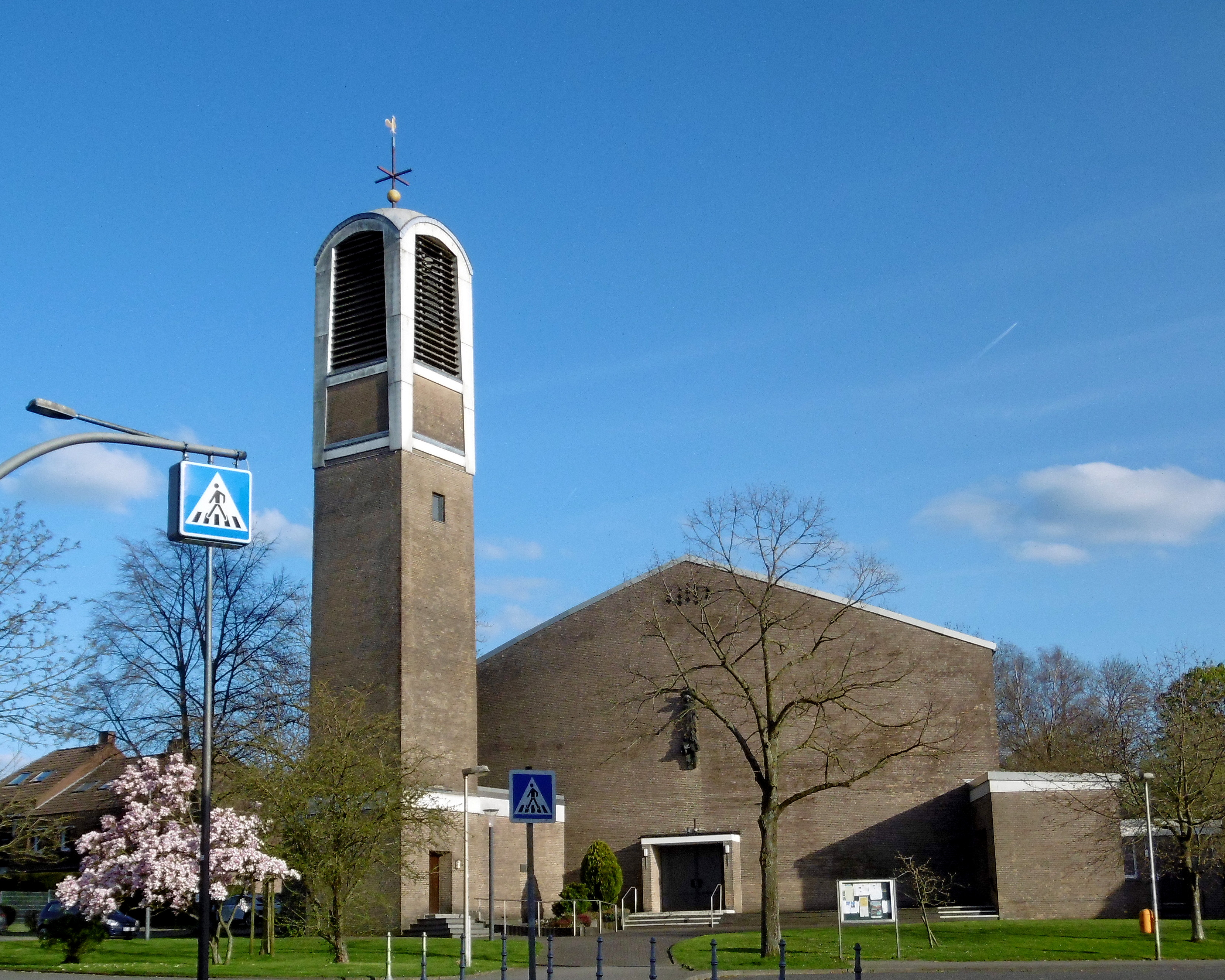
Filialkirche St. Apollonia
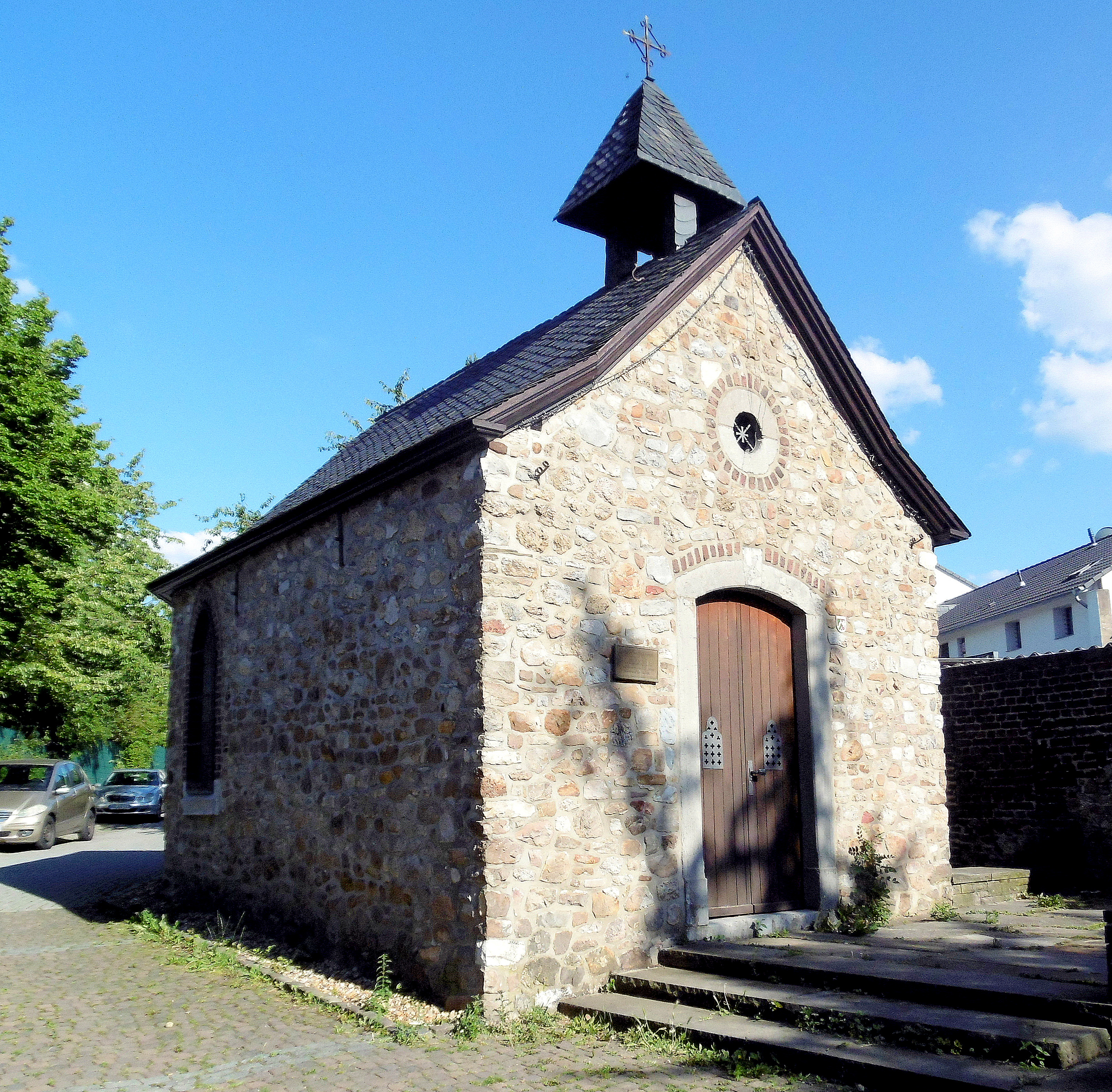
Apolloniakapelle
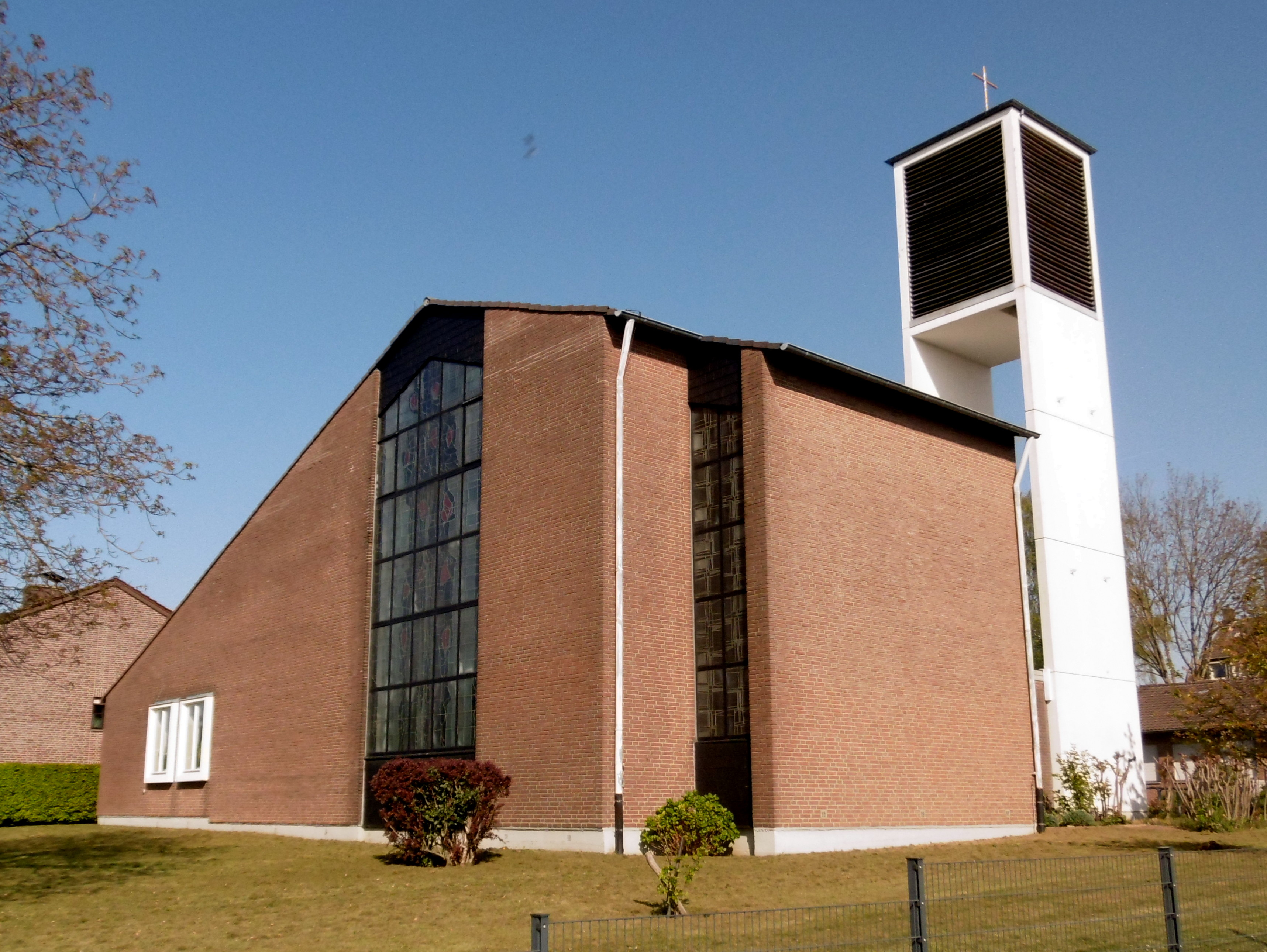
Evangelische Versöhnungskirche
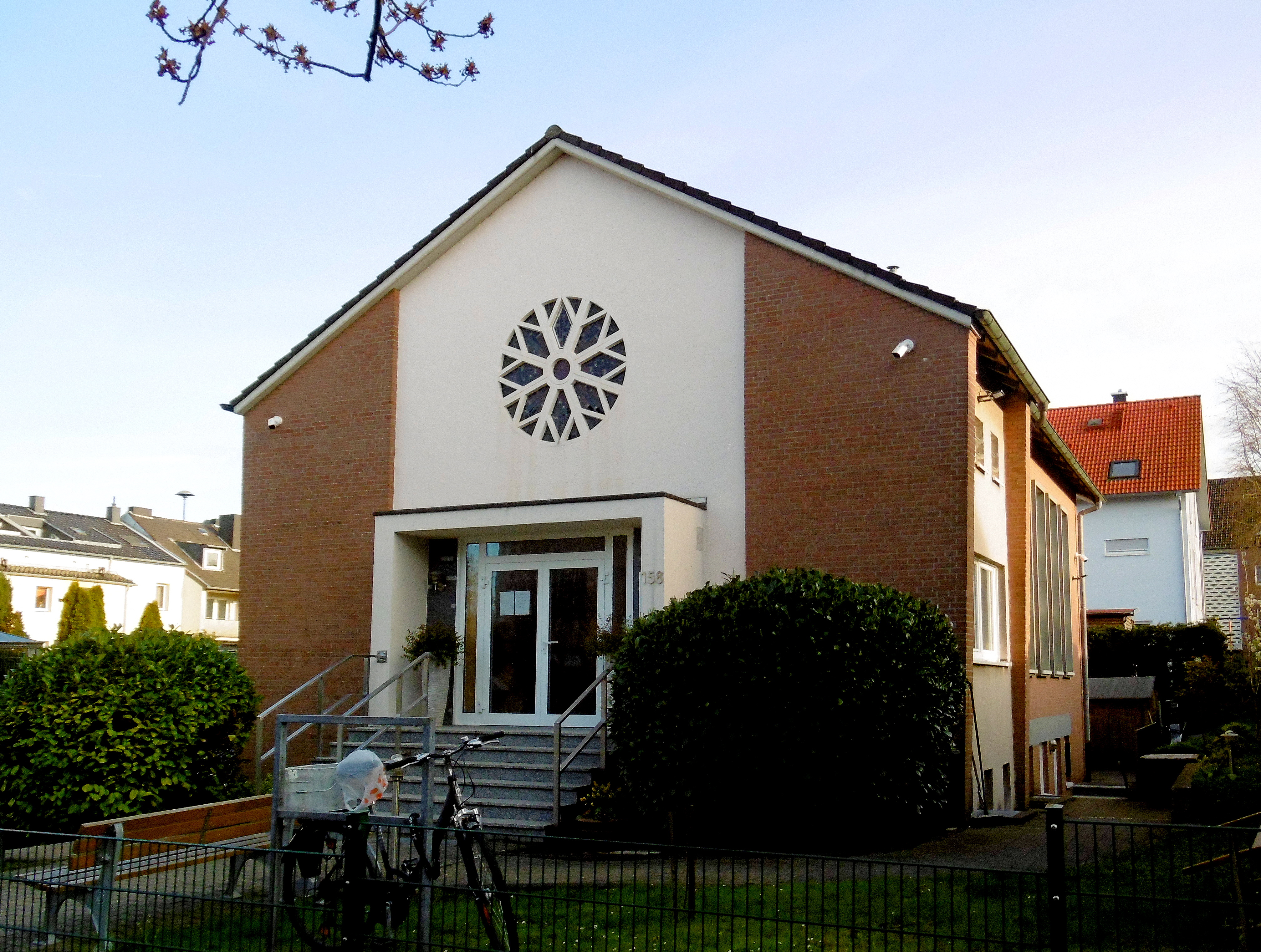
ehem. Neuapost. Kirche, jetzt Bosnische Moschee von Dzemat Aachen
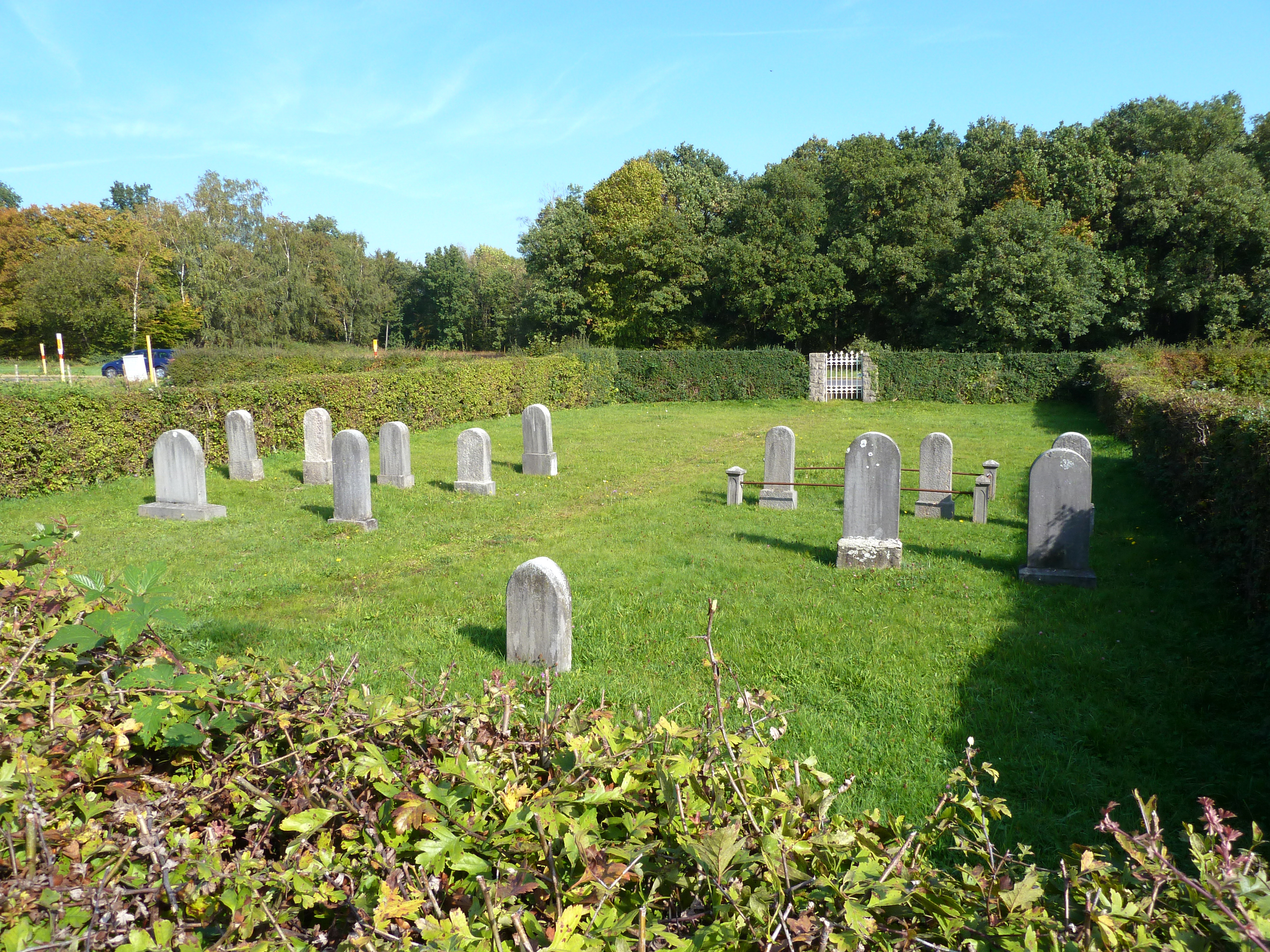
Jüdischer Friedhof Eilendorf
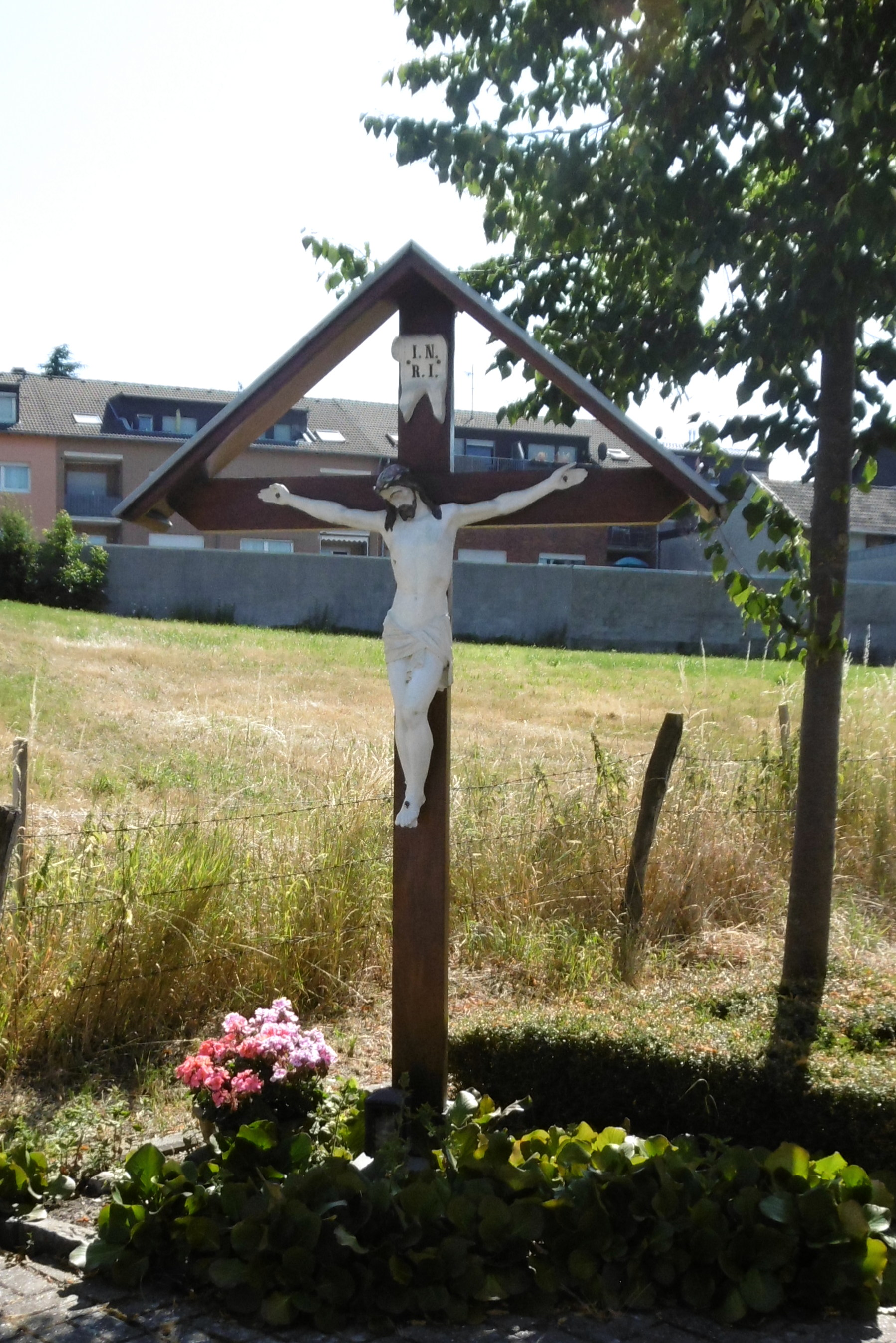
Wegekreuz Bruchstraße
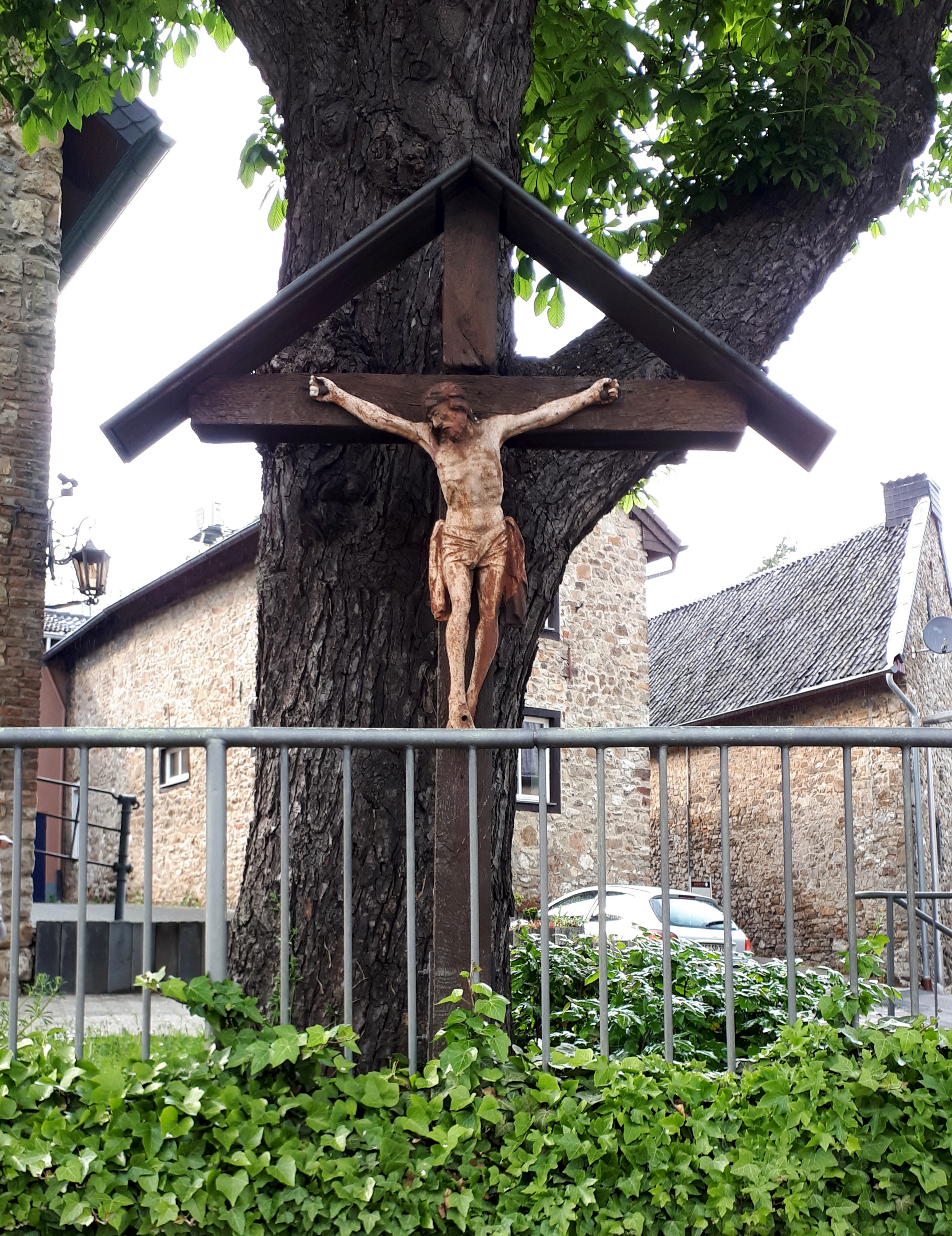
Wegekreuz Von-Coels-Straße
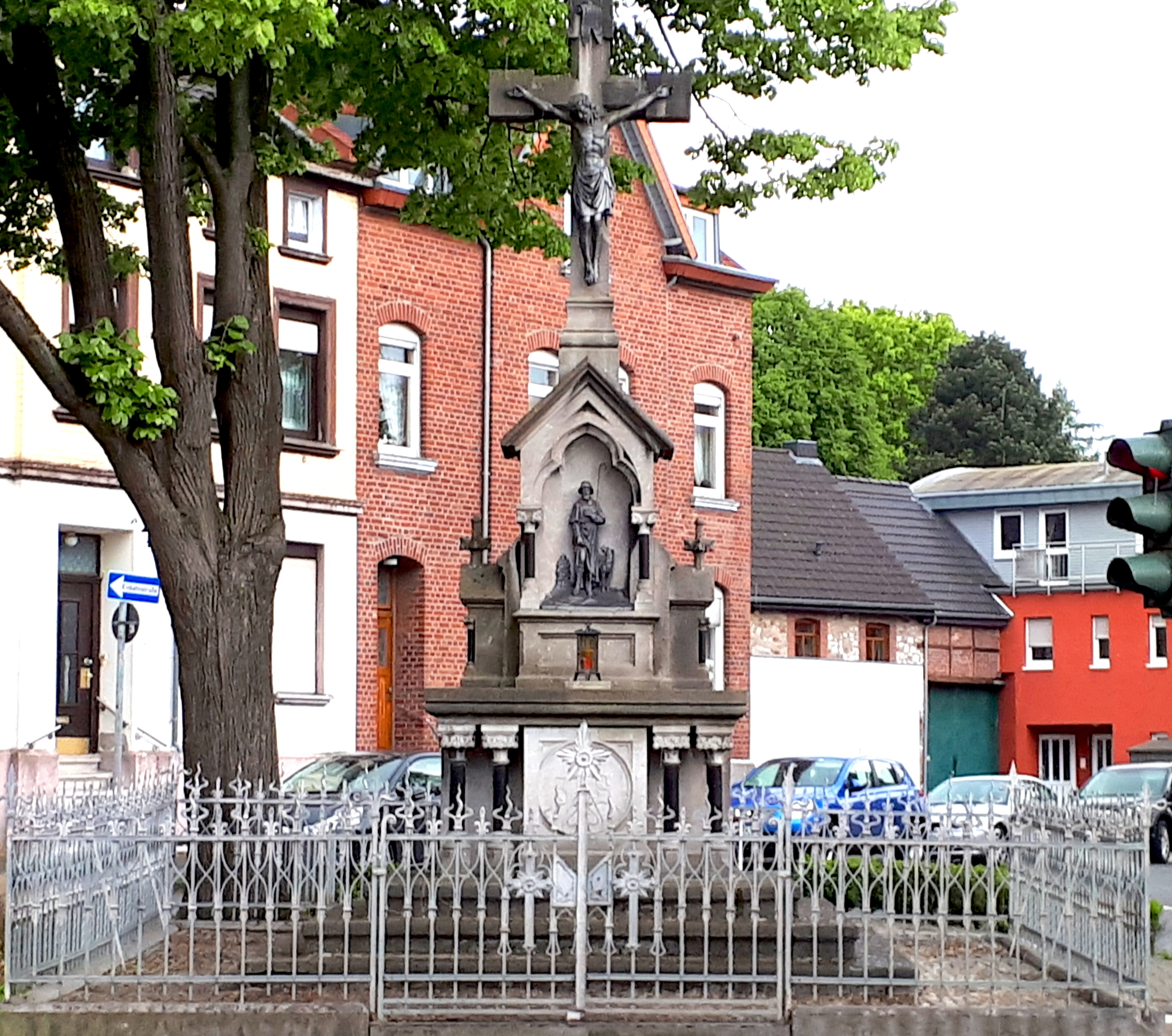
Steinkreuz Von-Coels-Straße/Ecke Lindenstraße
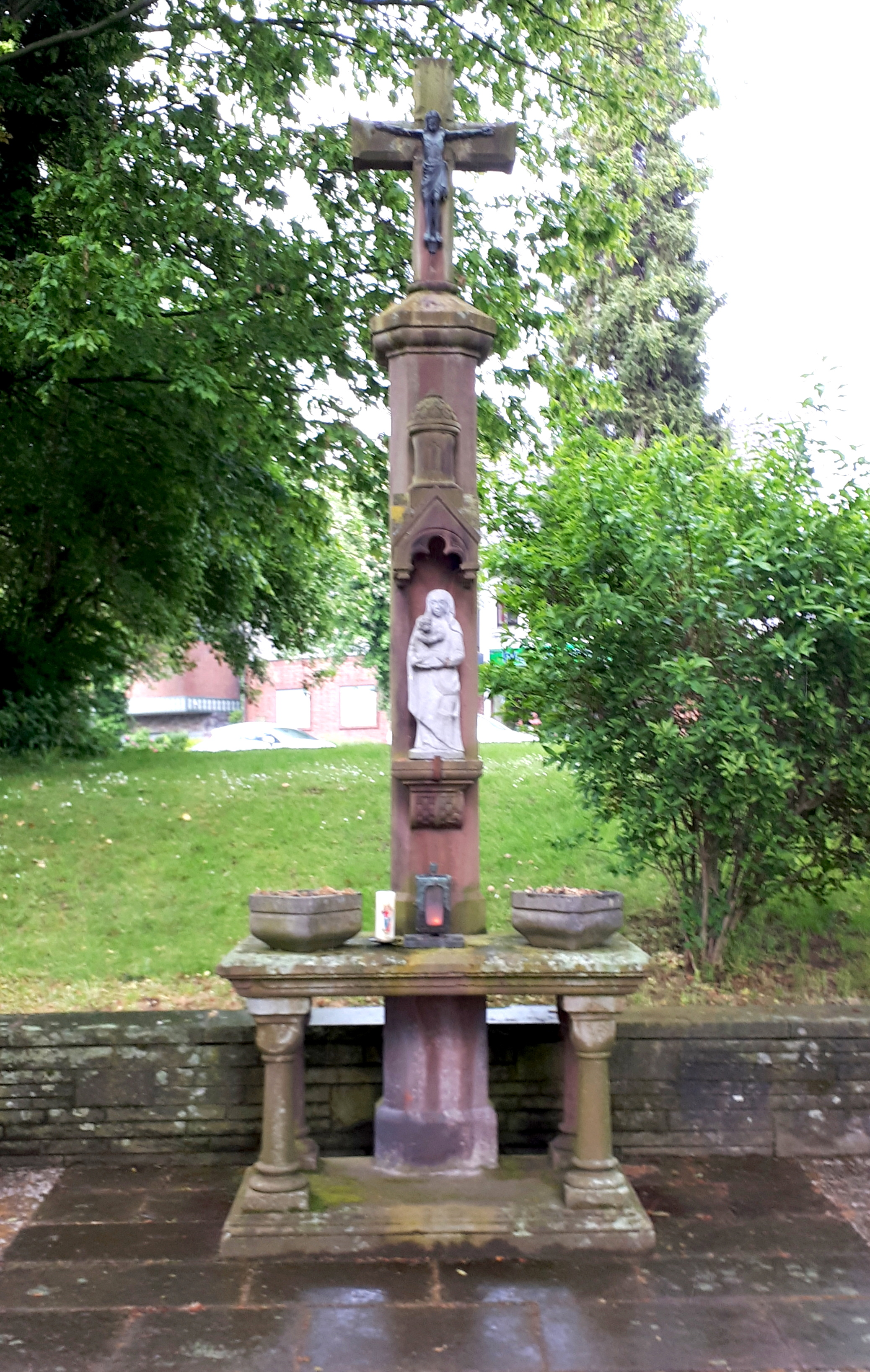
Steinkreuz Steinstraße
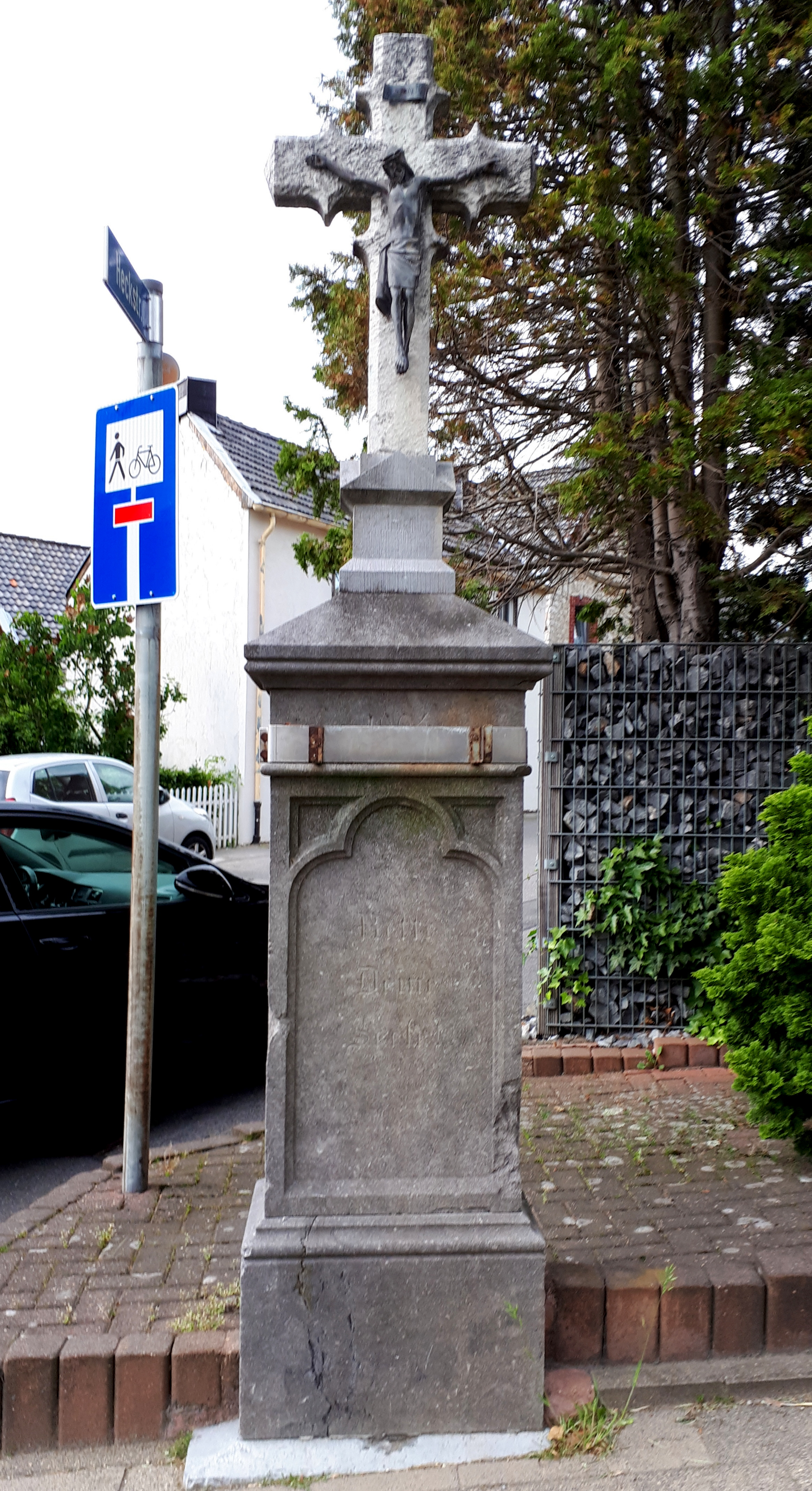
Steinkreuz Heckstraße
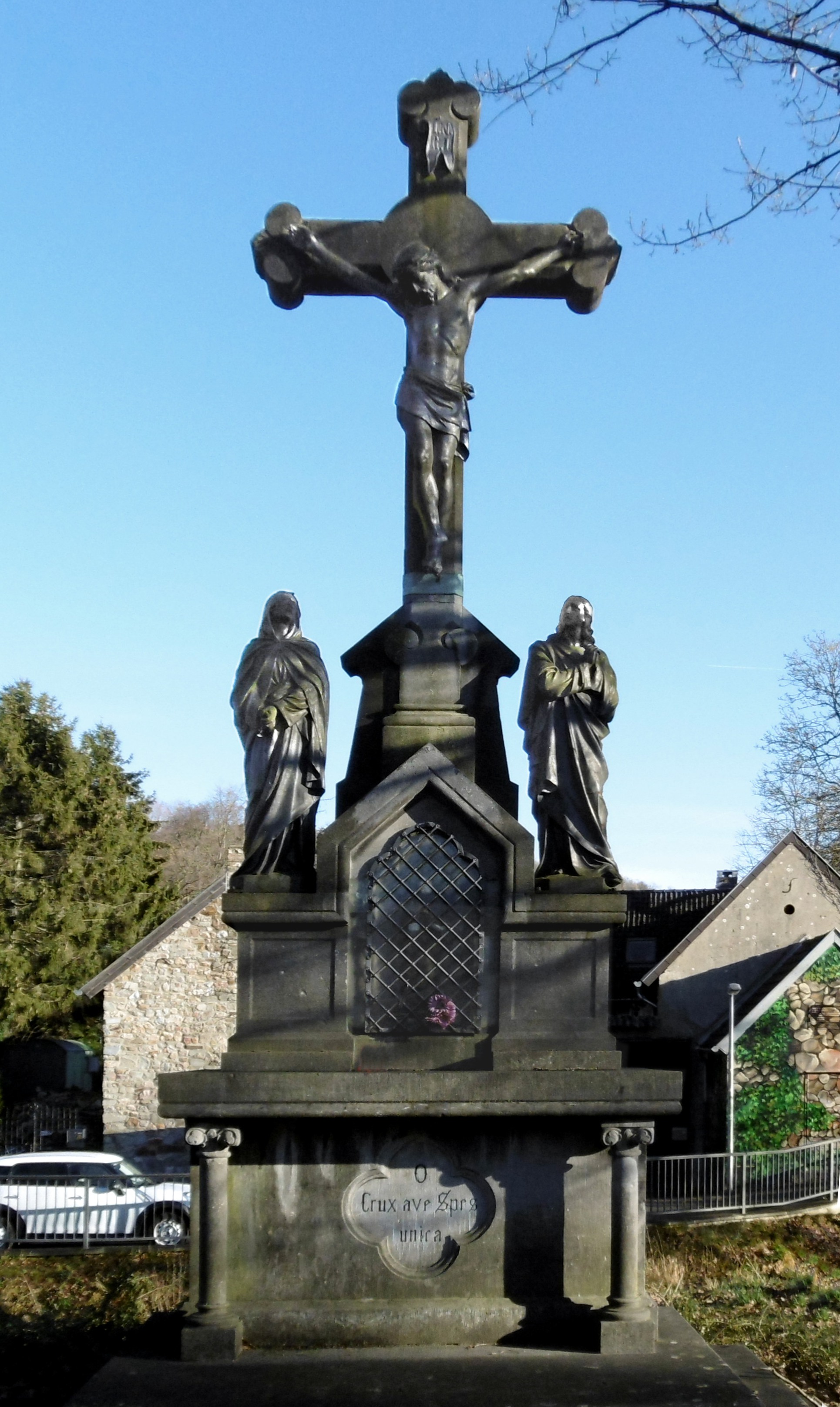
Steinkreuz Nirmer Platz
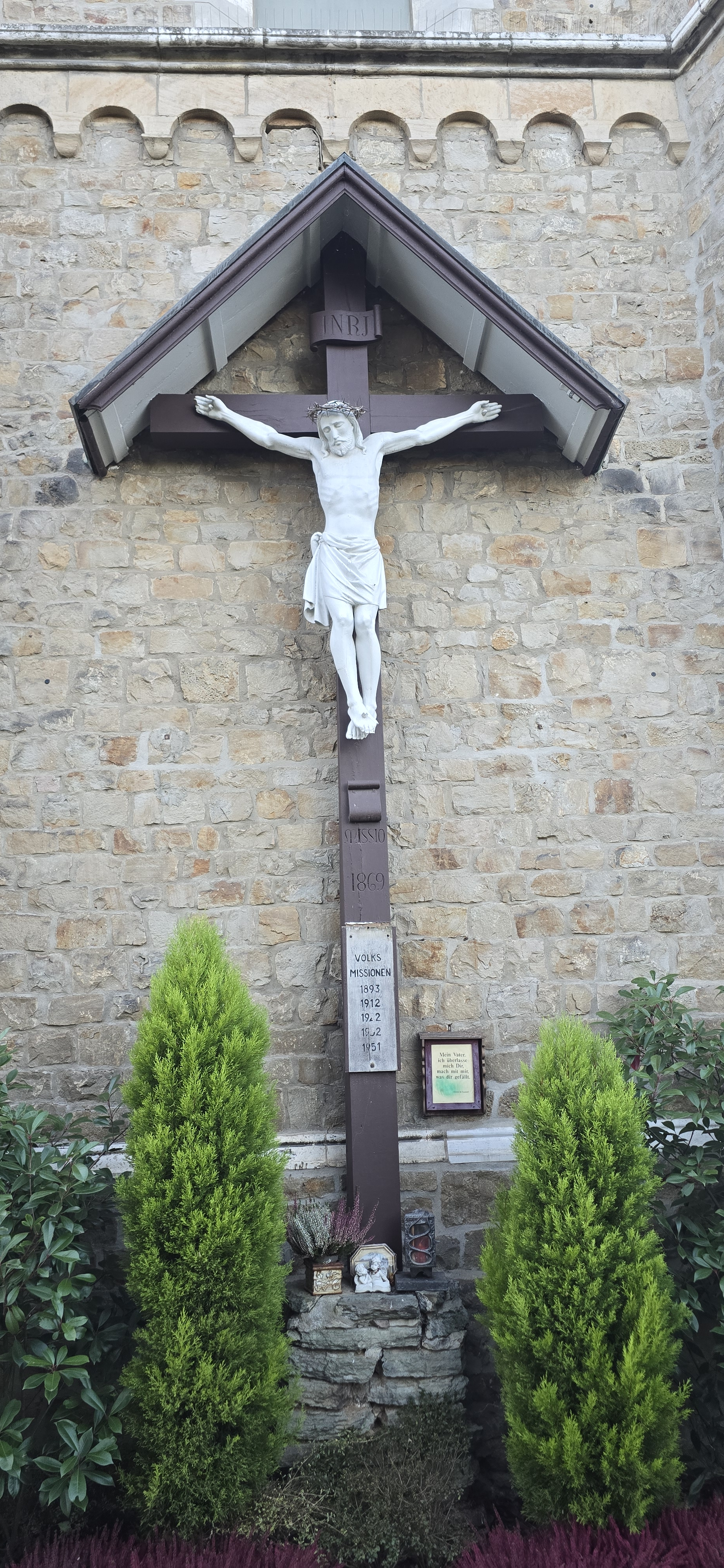
Missionskreuz Eilendorf
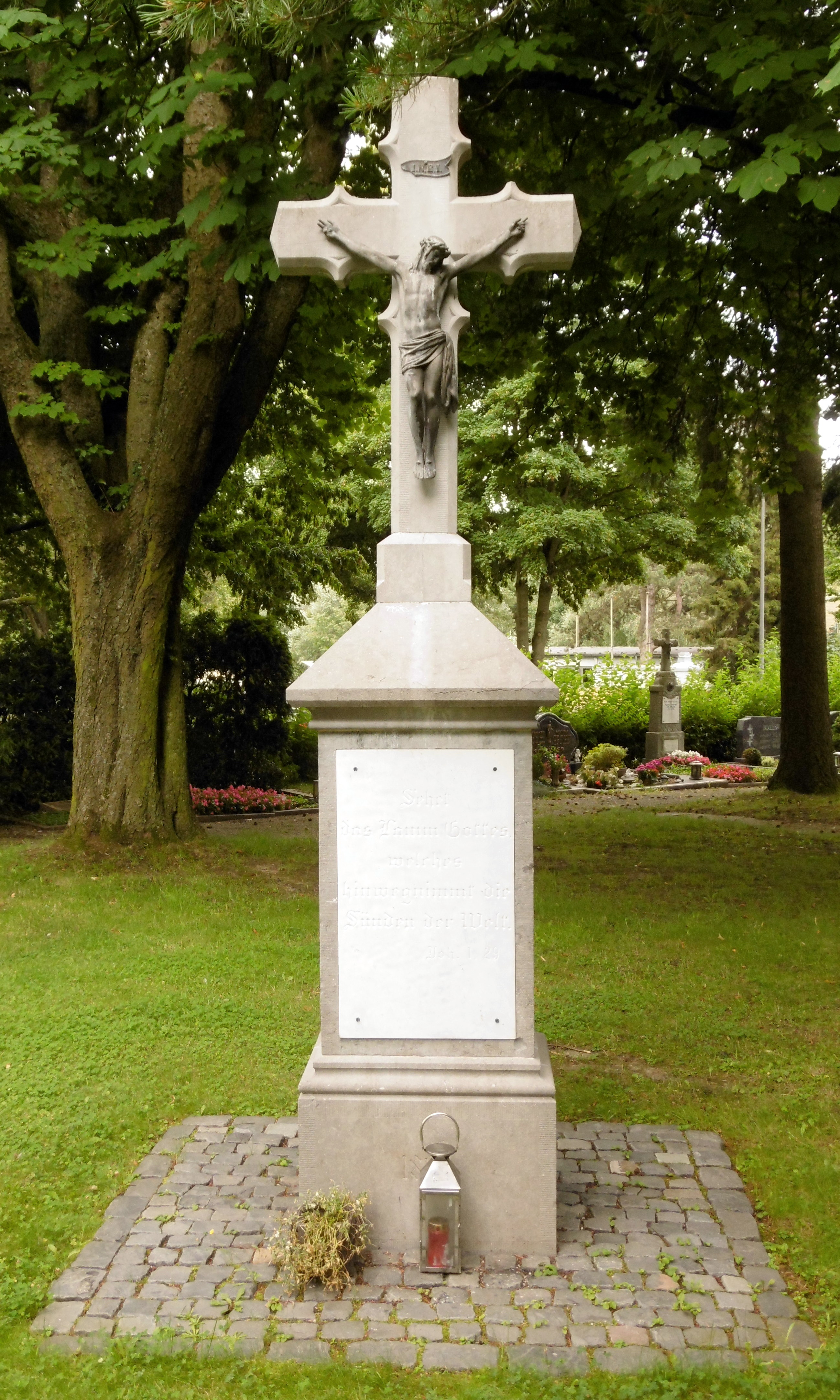
Steinkreuz Nirmer Friedhof
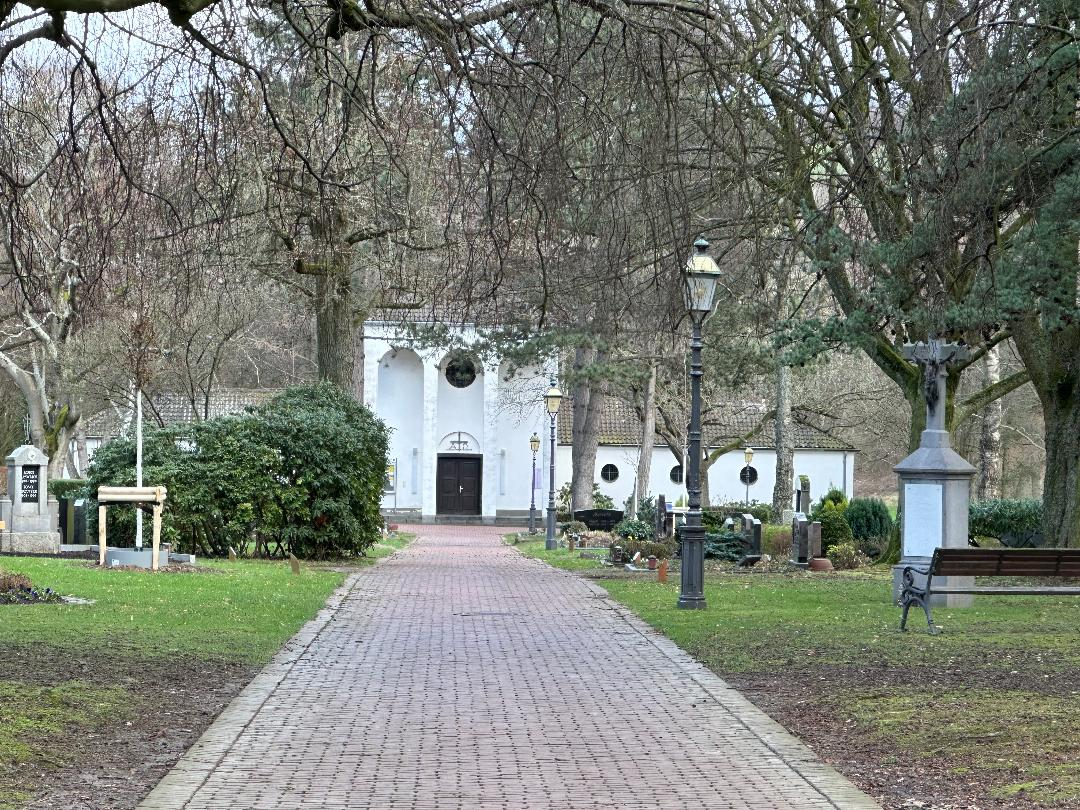
Friedhof Nirmer Straße

## Siedlungsgeografie und Architektur
Ältestes erhaltenes Bauwerk des Ortes ist das Pannhaus, das ehemalige abteiliche Zwangs-Brauhaus. Als von außen sichtbarer Eckpfeiler eines wohl nachträglichen Anbaus an dieses Pannhaus (vgl. das Kinzweiler Pannhaus) dient der ehemalige Schandpfahl Eilendorfs.
Noch vor 50 Jahren lagen zwischen der Aachener Innenstadt und Eilendorf Gutshöfe und Felder, heute gibt es einen nahtlosen Übergang durch den Bau der Industriegebiete Rothe Erde und Eilendorf-Süd.

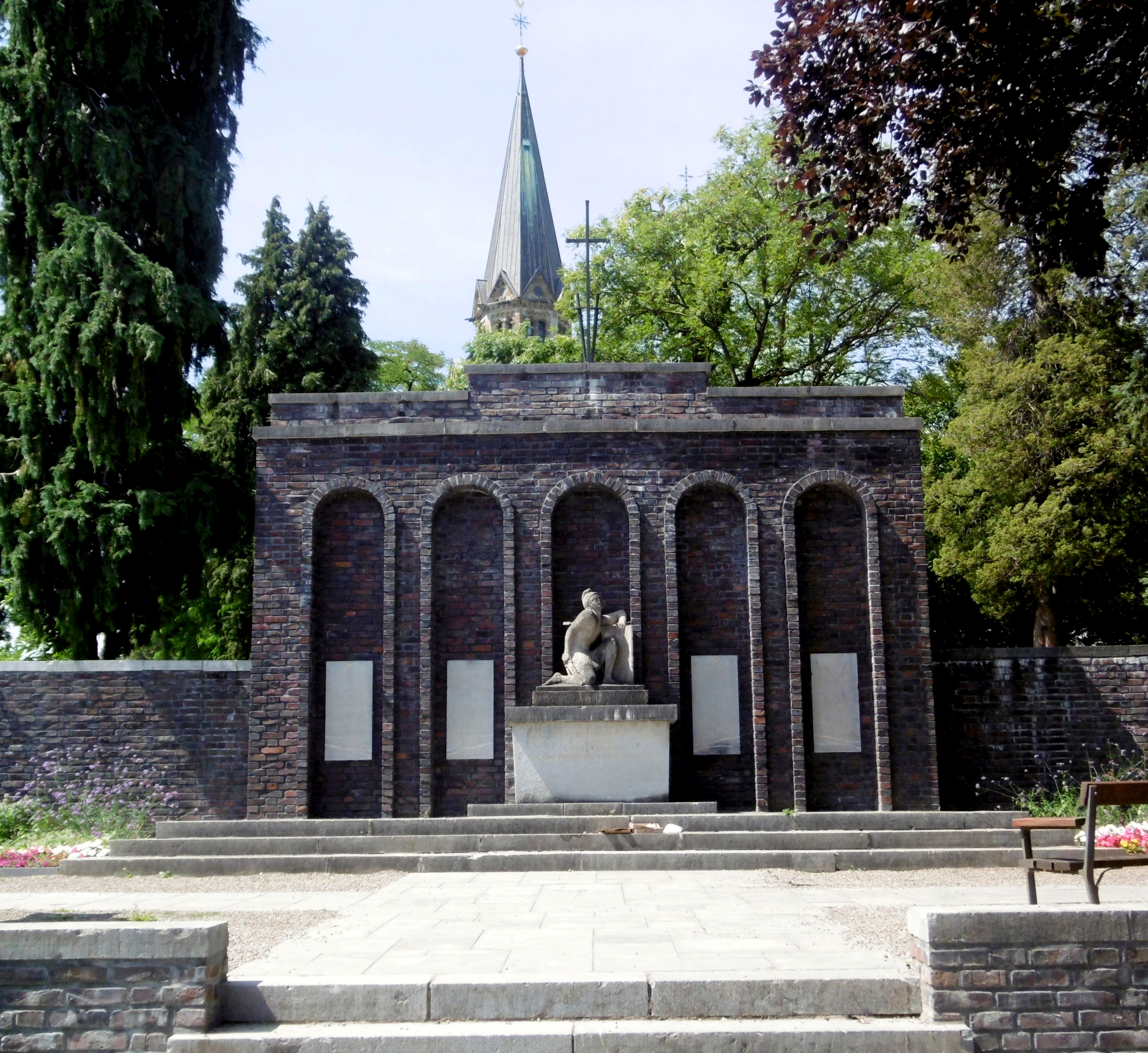
Kriegerdenkmal Eilendorf
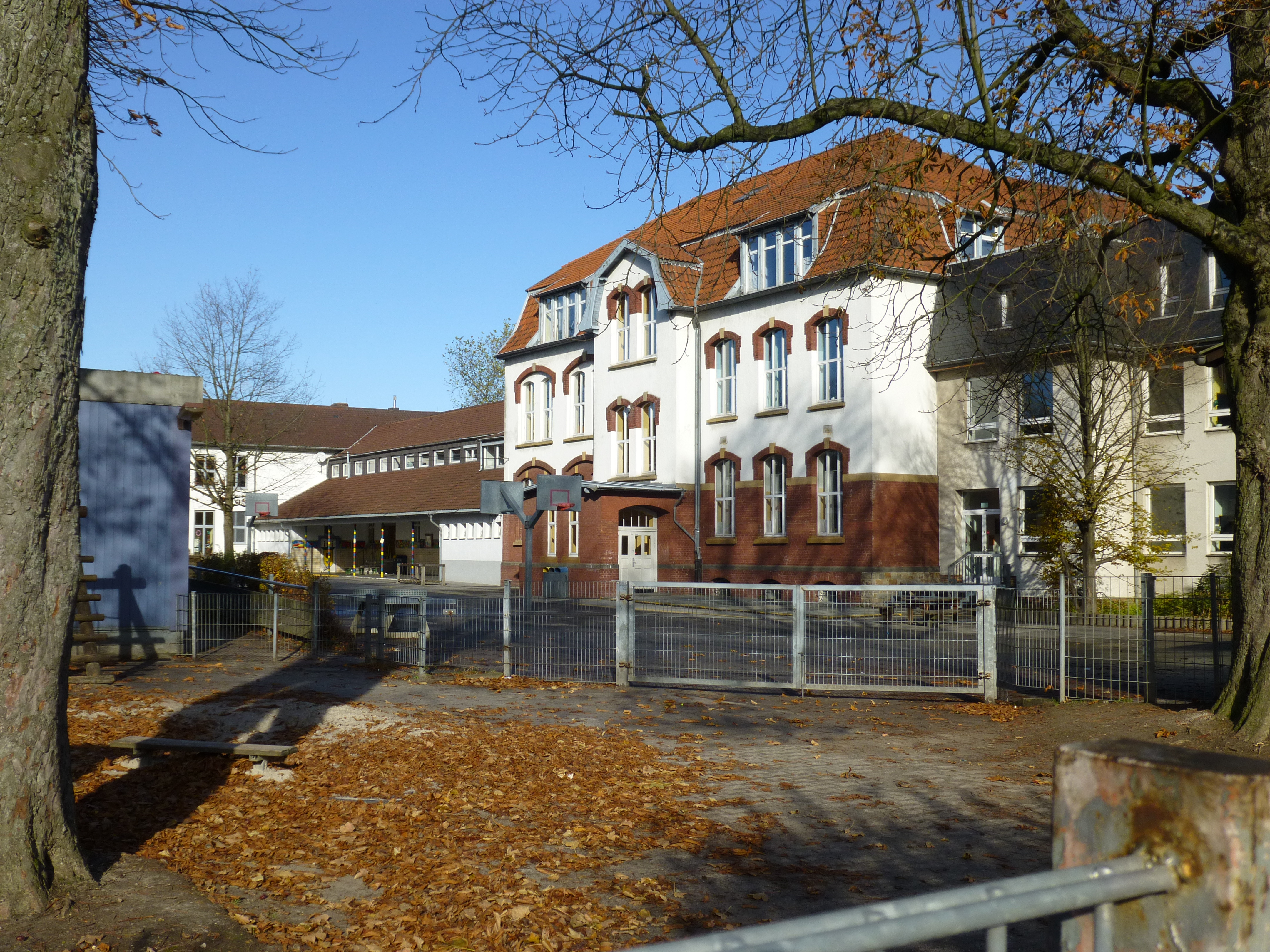
GHS Eilendorf
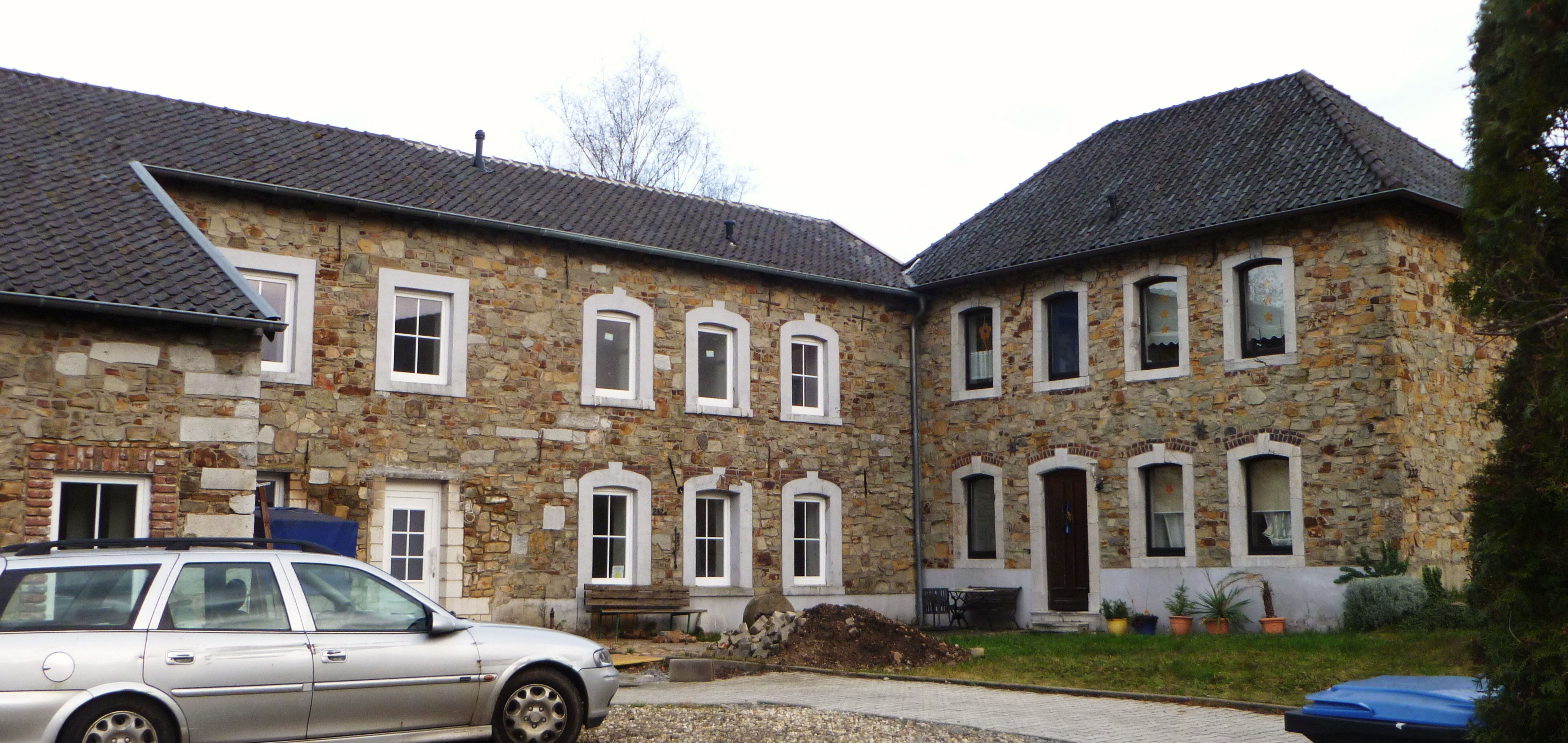
Nirmer Mühle
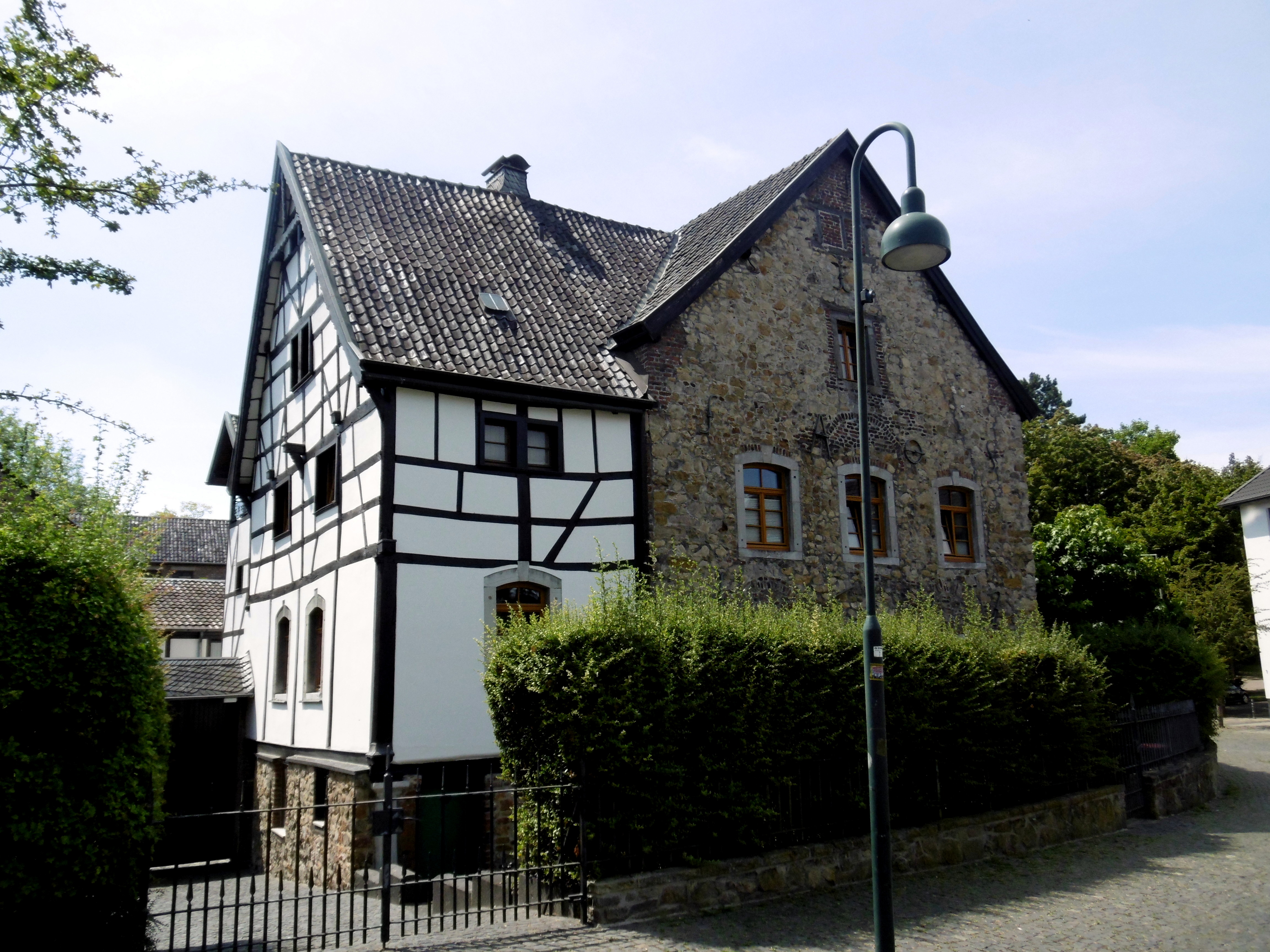
Pannhaus
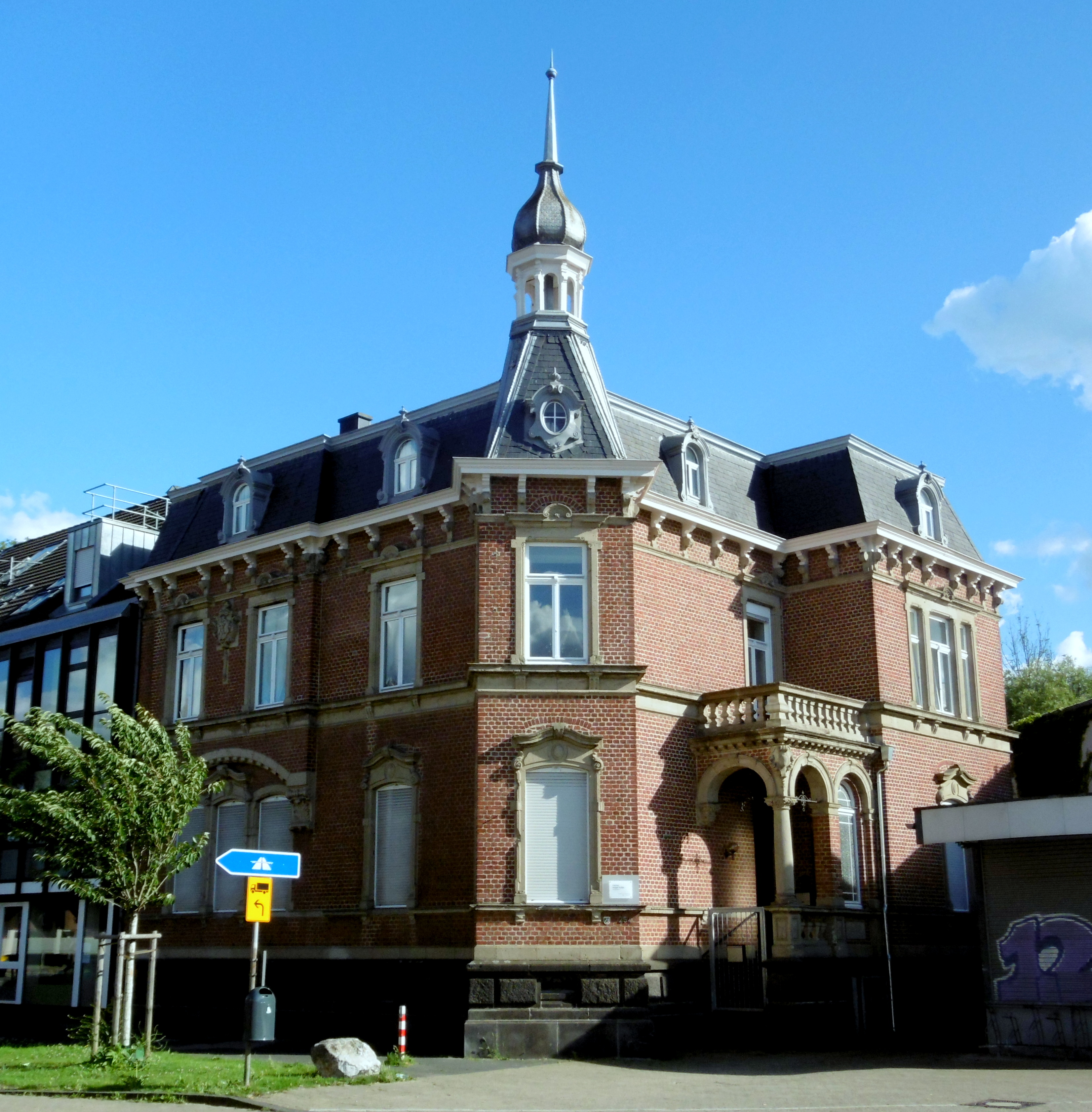
Villa Thelen
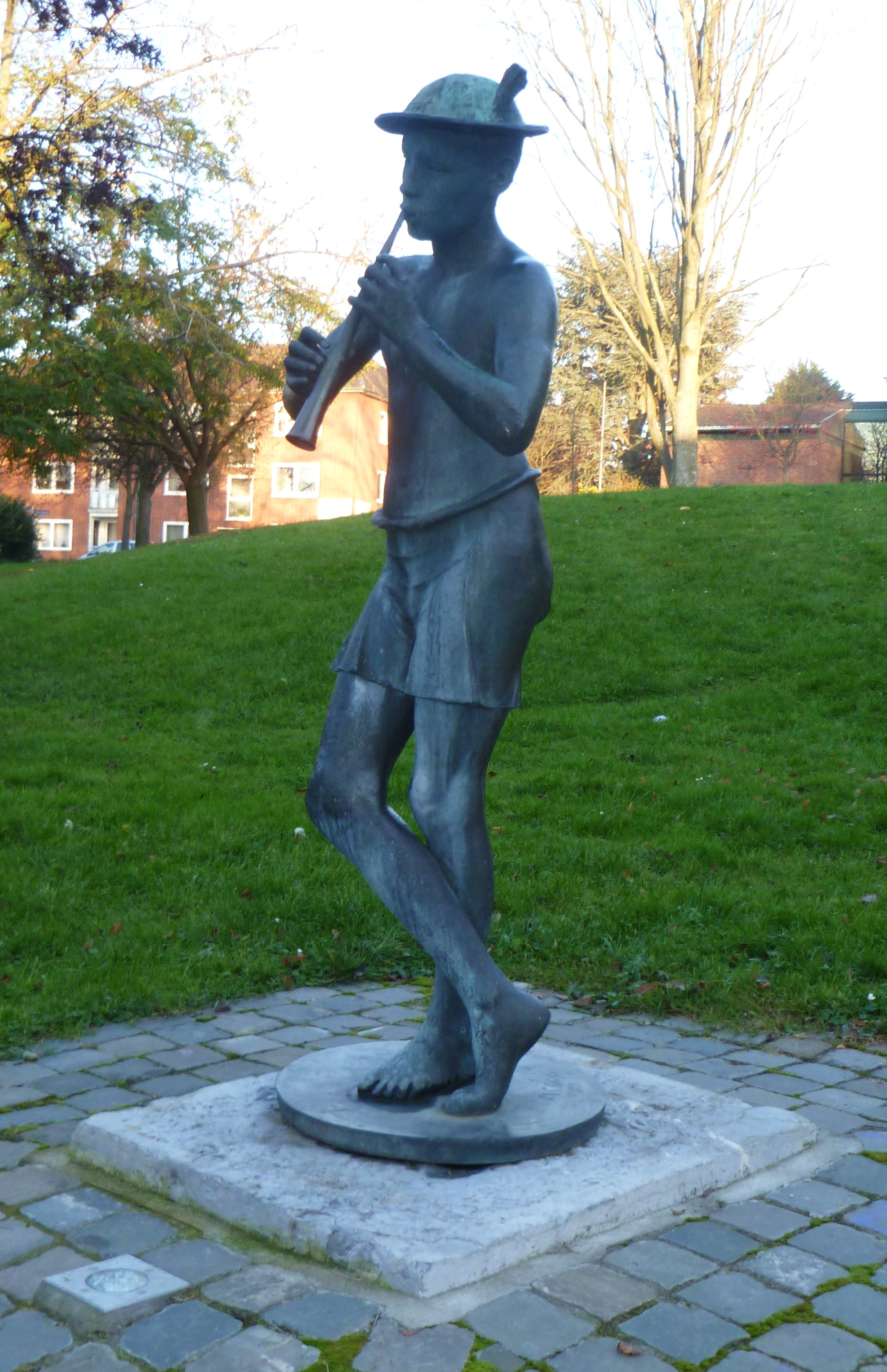
Flötenspieler (Skulptur) von Matthias Corr
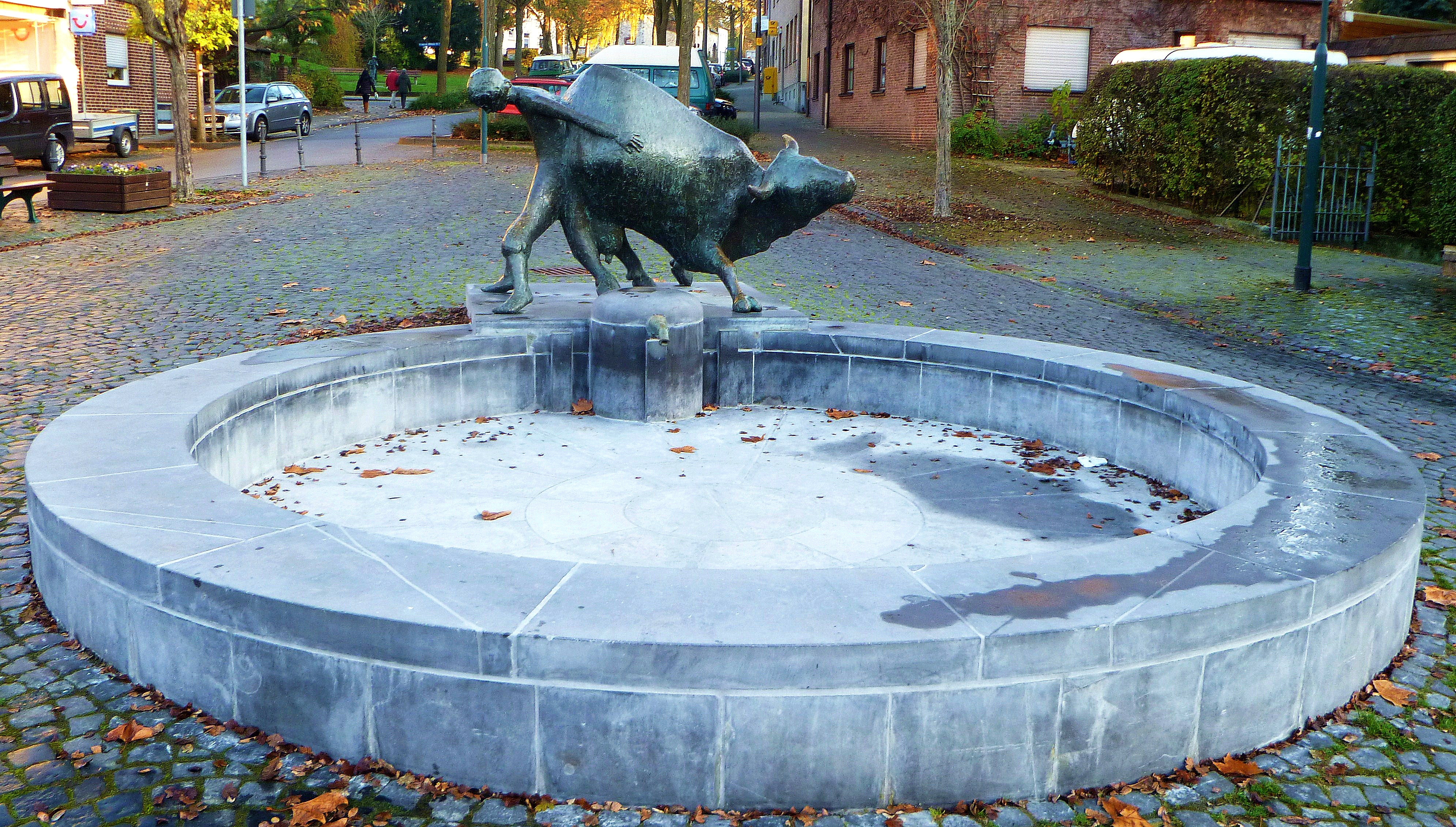
Kuhschieben (Brunnen) von Wolfgang Binding
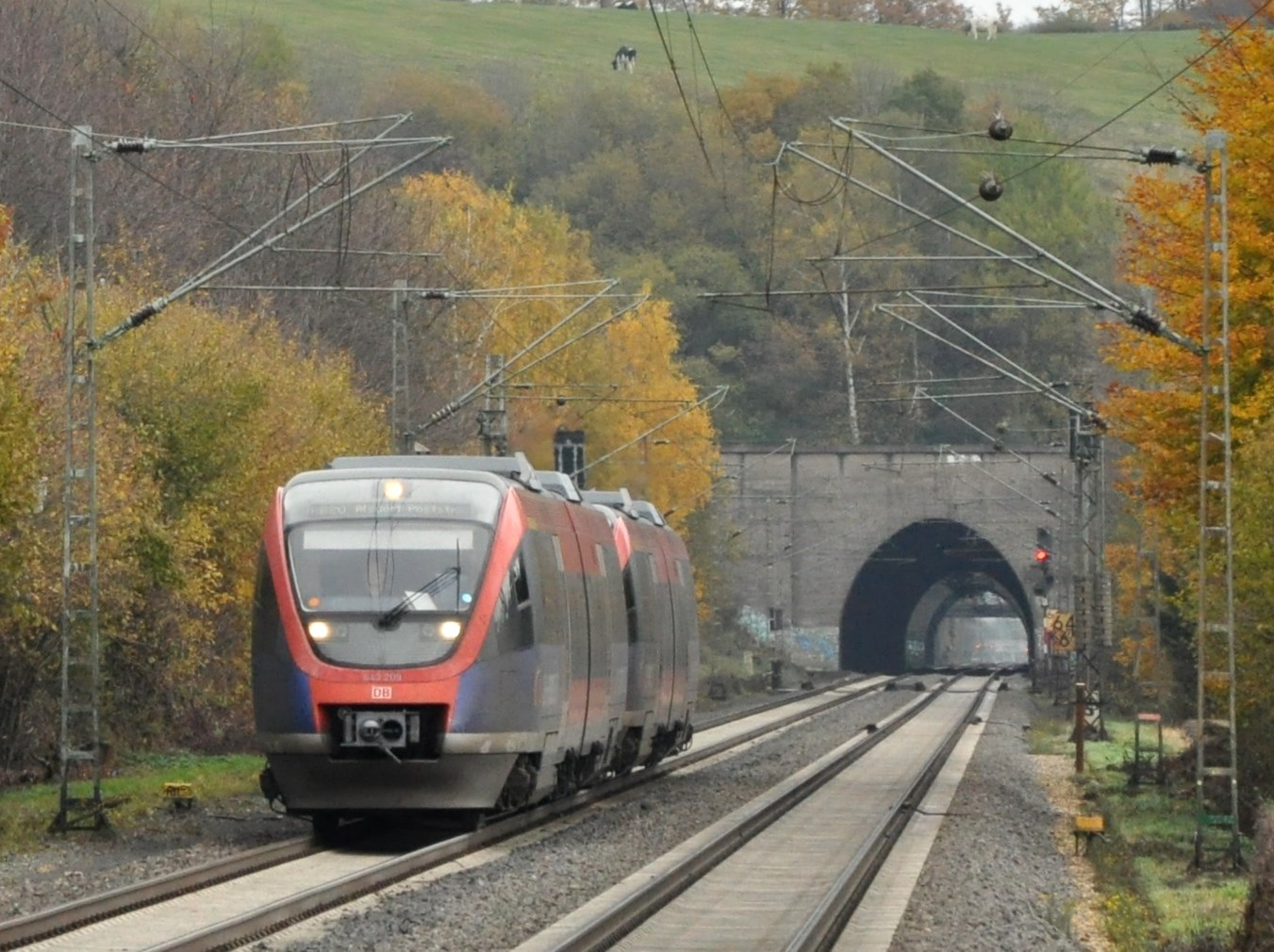
Eilendorfer Tunnel
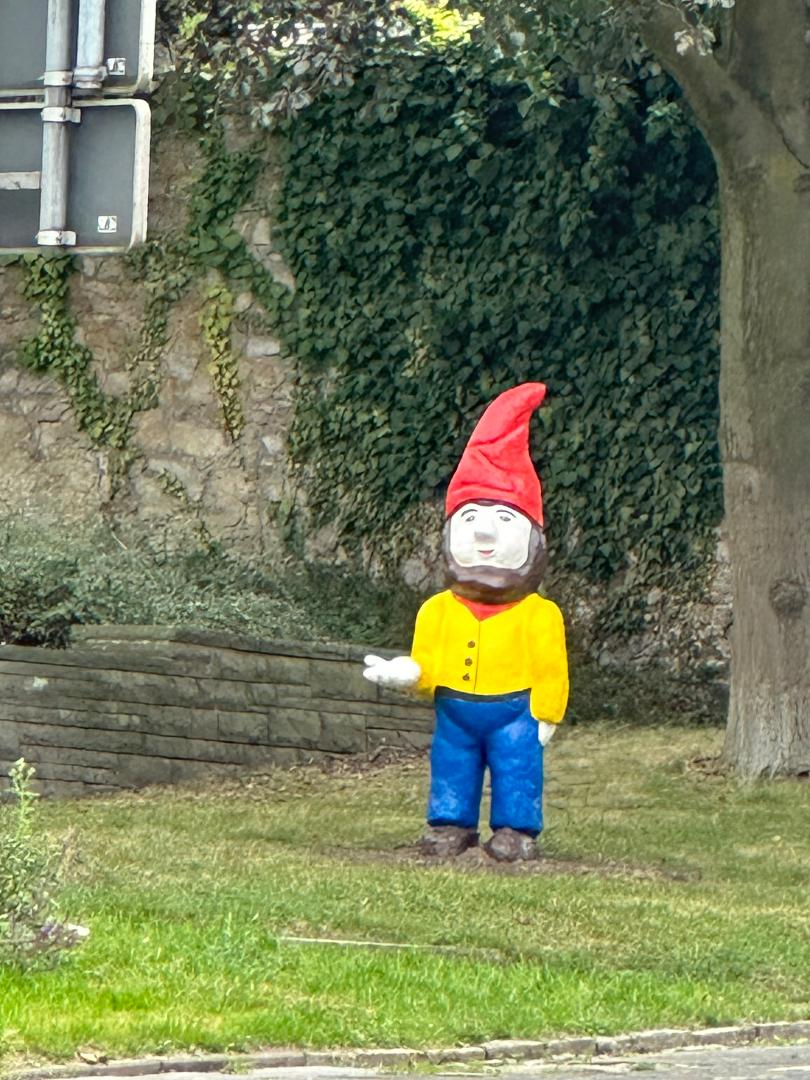
Marktzwerg

## Landschaft
Die höchste Erhebung Eilendorfs ist der – auf Öcher Platt (Aachener Platt) „Knopp“ genannte Wolfsberg oder Gottes Segen mit etwa 230 m über dem Meeresspiegel. Von dort aus hat man eine – bei schönem Wetter einige Kilometer weit reichende – Aussicht über Aachen, bis zum Aachener Stadtwald (höchste Erhebung ist der Klausberg) und die Nordausläufer der Eifel. Im Winter wird er zum Rodeln genutzt, im Sommer zum Sonnen.
Durch die Nähe zur Eifel gibt es zwischen dem Ortsteil Nirm und dem „Eilendorfer Oberdorf“ eine Höhendifferenz von etwa 50 m.
Eilendorf ist zu einem großen Teil mit Feldern und einem Naturschutzgebiet umgeben, abgesehen vom Westen, der mit dem Stadtteil Rothe Erde verbunden ist.
Vereinzelt wird das freie Land bewirtschaftet, hauptsächlich mit Kühen, seltener mit Agraranbau. Die Anzahl der Bauern ist in den letzten 50 Jahren enorm zurückgegangen, nicht nur zurückzuführen auf die steigende Bebauung. Der größte Teil der Wiesen wird zur Herstellung von Heu genutzt. Der Haarbach (Wurm) mit einer ursprünglichen Länge von fast 9 km ist ein Nebengewässer der Wurm und fließt nordöstlich in Richtung Eilendorf, unterquert beim Ortsteil Nirm die Bahnlinie Aachen-Eschweiler.

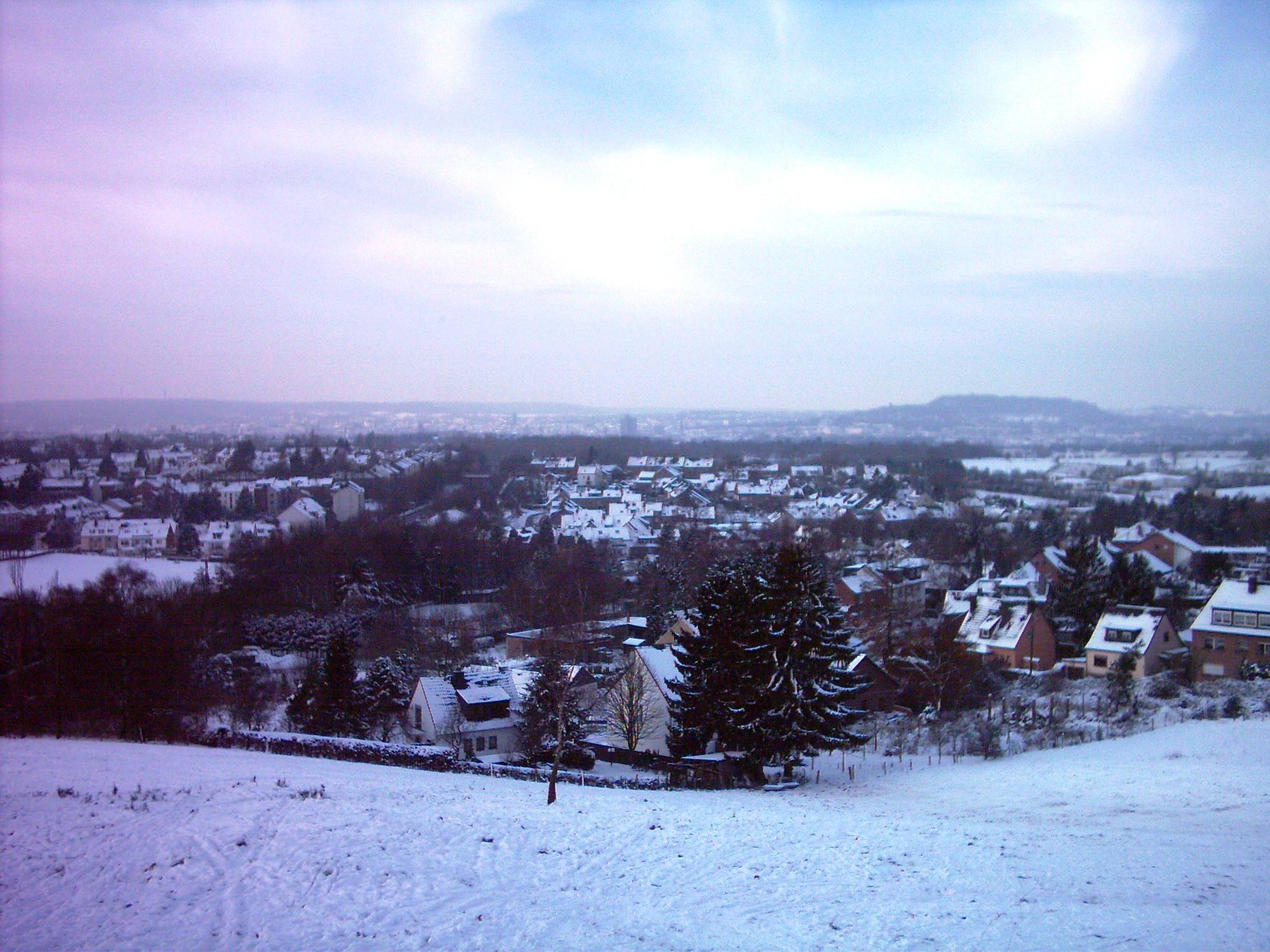
Aussicht auf Eilendorf, hinten rechts der Lousberg, am Horizont der Aachener Wald
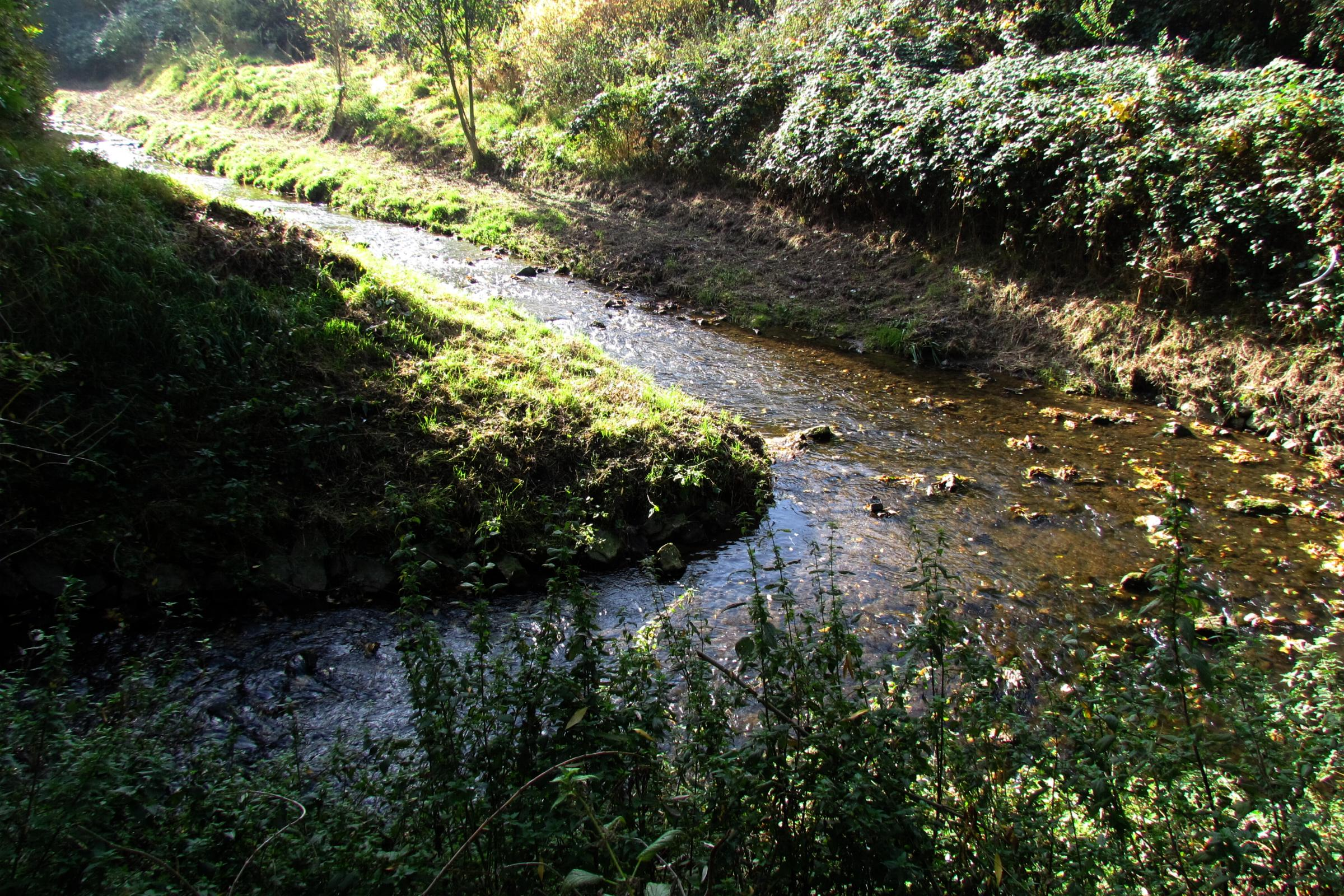
Haarbach
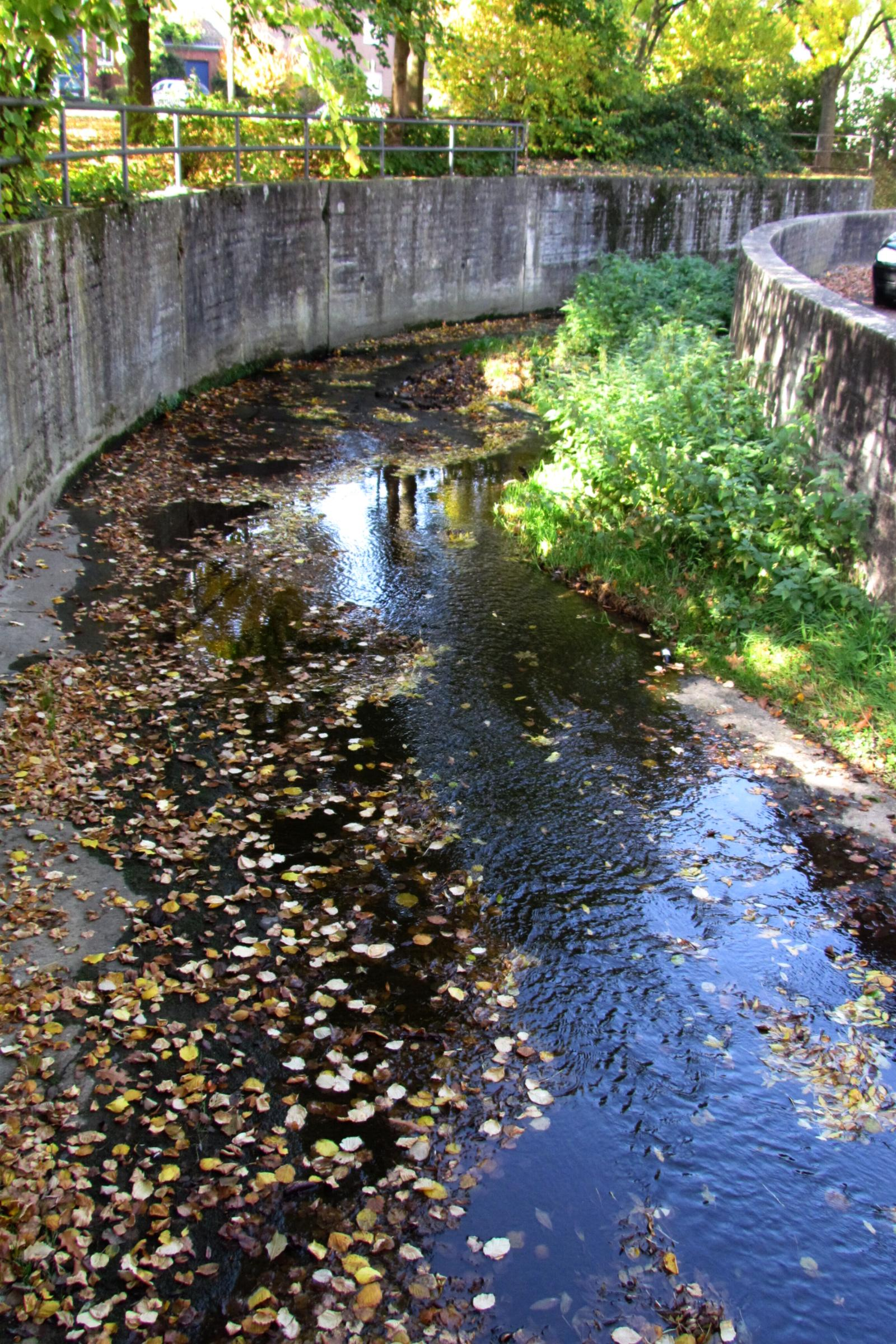
Künstliches Bachbett in Eilendorf-Nirm
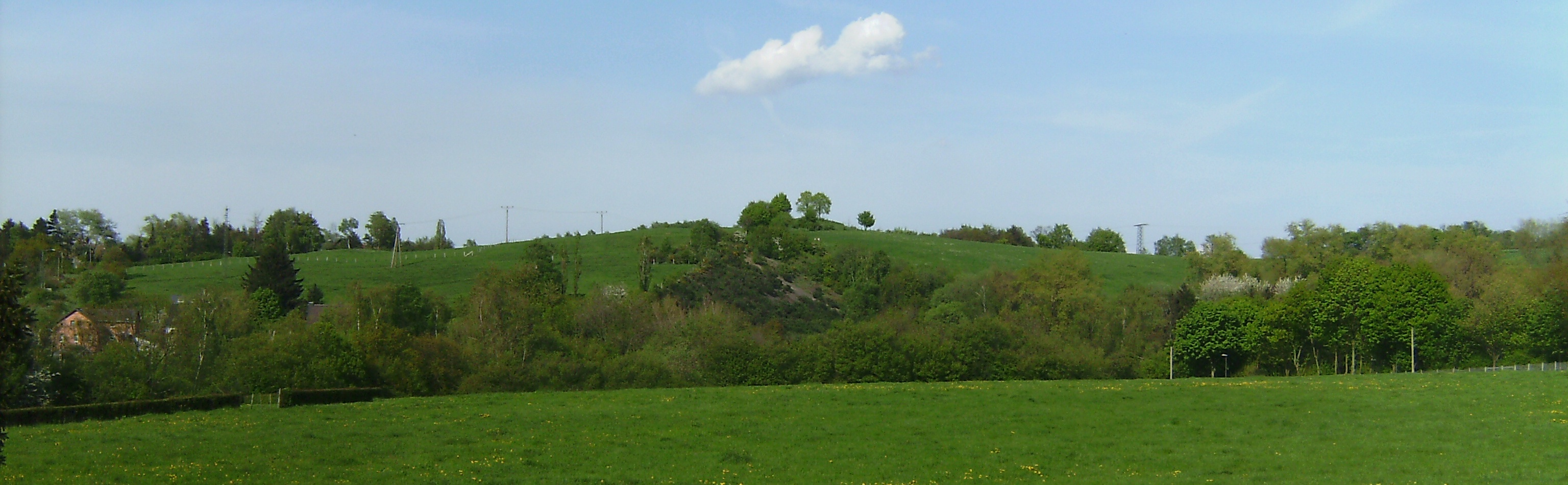
Wolfsberg (Eilendorf)

## Verkehr

### Straßenanbindung
Eilendorf besitzt im Gegensatz zu den anderen Orten in und um Aachen recht viele, ineinander verzweigte Straßen. Zurückzuführen ist dies auf die damalige Zeit, wo entschlossen wurde, platzsparend zu bauen.
Im Westen grenzt Eilendorf an den Madrider Ring als Teil des Aachener Außenrings und ist an diesen mit der L 221 die Aachen mit Stolberg verbindet angeschlossen.
Durch den Osten von Eilendorf verläuft die Bundesautobahn 44 ohne Anschlussstelle. Pläne einer südlichen Umgehung L 221n mit Autobahnanschluss existieren zwar seit Jahrzehnten, sind aber bisher nicht über ein frühes Planungsstadium hinausgekommen.

### Öffentlicher Personennahverkehr
Wichtige, öffentliche Verkehrsmittel in Eilendorf sind Busse (ASEAG-Linien 2, 7, 12, 22, 50, und N8, sowie 27 und 37 im Gewerbegebiet) und die Eisenbahn. Mit dem Bus sind es bis zum Stadtzentrum Aachen zwischen 20 und 30 Minuten.
| Linie | Verlauf |
| ----- | --- |
| 2     | Preuswald – Kaiser-Friedrich-Park – Misereor – Elisenbrunnen – Aachen Bushof – Kaiserplatz – Josefskirche – Kennedypark – Geschwister-Scholl-Gymnasium – Hansmannstraße (Bahnhof) – Eilendorf Schubertstraße                                                    |
| 7     | Verlautenheide – Eilendorf Bf – Bf Rothe Erde – Frankenberger Viertel – Theater – Elisenbrunnen – Aachen Bushof – Ponttor – Laurensberg – Richterich Schönau |
| 12    | Campus Melaten – Hörn – Muffet – Elisenbrunnen – Aachen Bushof – Kaiserplatz – Josefskirche – Kennedypark – Geschwister-Scholl-Gymnasium – Eilendorf – Münsterbusch – Zinkhütter Hof – Stolberg Mühlener Bf (– Birkengang – Am Sender – Donnerberg Höhenstraße) |
| 22    | Campus Melaten – Hörn – Muffet – Elisenbrunnen – Aachen Bushof – Kaiserplatz – Josefskirche – Kennedypark – Geschwister-Scholl-Gymnasium – Eilendorf – Atsch – Stolberg Mühlener Bf                                                                             |
| 27    | Brand – Gewerbegebiet Eilendorf Süd – Forst – Bf Rothe Erde – Frankenberger Viertel – Normaluhr – Theater – Elisenbrunnen – Aachen Bushof – Ponttor – Laurensberg – Niersteiner Höfe – Vetschau – Bank                                                          |
| 37    | Brand – Gewerbegebiet Eilendorf Süd – Forst – Bf Rothe Erde – Frankenberger Viertel – Normaluhr – Theater – Elisenbrunnen – Aachen Bushof – Ponttor – Laurensberg – Orsbach – Lemiers                                                                           |
| 50    | Eilendorf Josefsstraße – Hansmannstraße (Bahnhof) – Brand |
| N8    | Nachtexpress: nur in den Nächten vor Samstagen sowie Sonn- und Feiertagen (Elisenbrunnen →) Aachen Bushof – Kaiserplatz – Josefskirche – Geschwister-Scholl-Gymnasium – Eilendorf – (Münsterbusch → Zinkhütter Hof → / Atsch ←) Stolberg Rosental               |

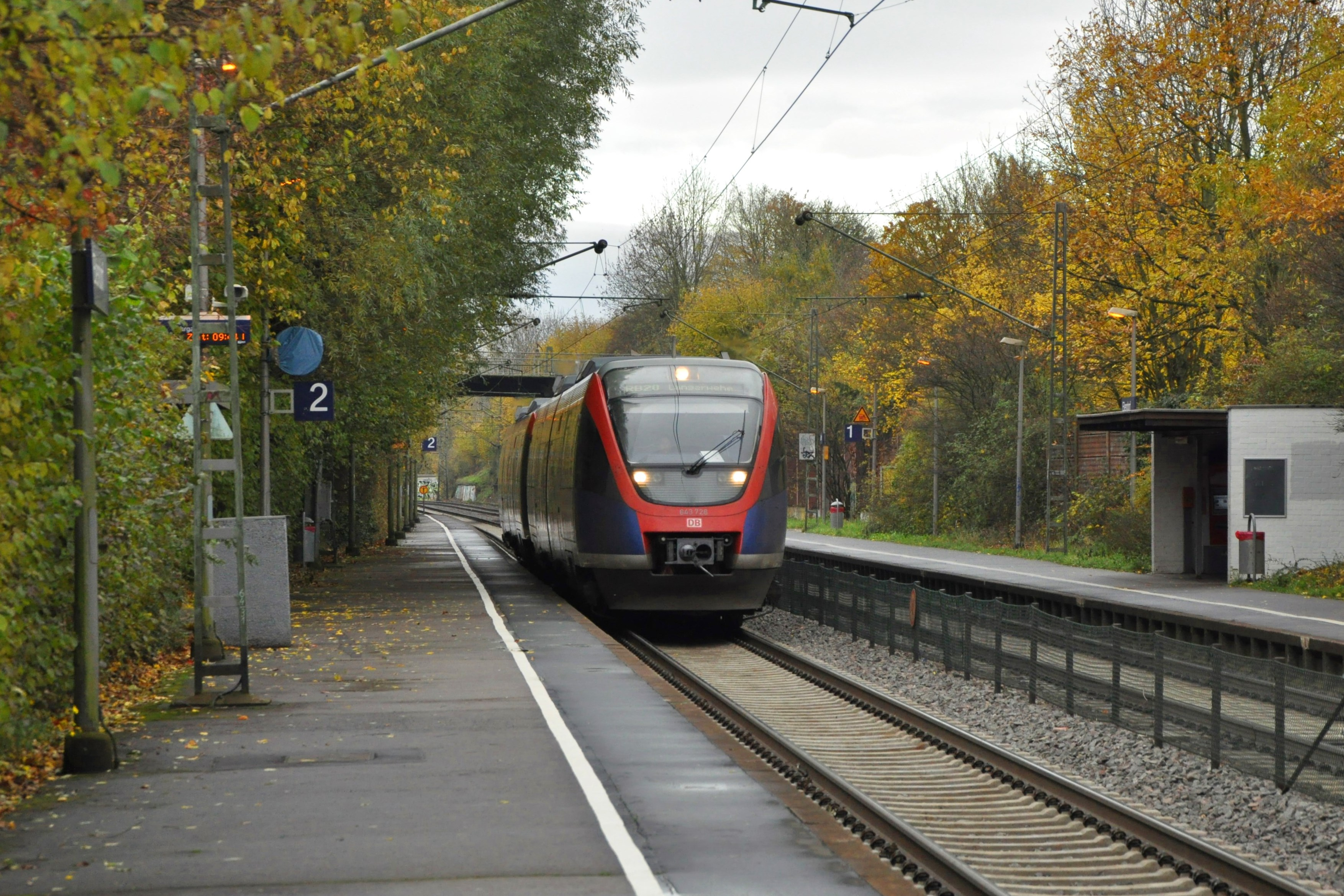
Triebwagen der Euregiobahn im Haltepunkt Eilendorf

An der Schnellfahrstrecke Köln–Aachen liegt der Haltepunkt Eilendorf. Er wird tagsüber im 30-Minuten-Takt von den Zügen der Euregiobahn bedient. Die Fahrzeit von Eilendorf nach Aachen-Rothe Erde beträgt etwa drei Minuten, die Fahrzeit nach Aachen Hbf etwa sieben Minuten. Werktags halten morgens und abends einzelne Verstärkerzüge des NRW-Express in Eilendorf.

## Sport

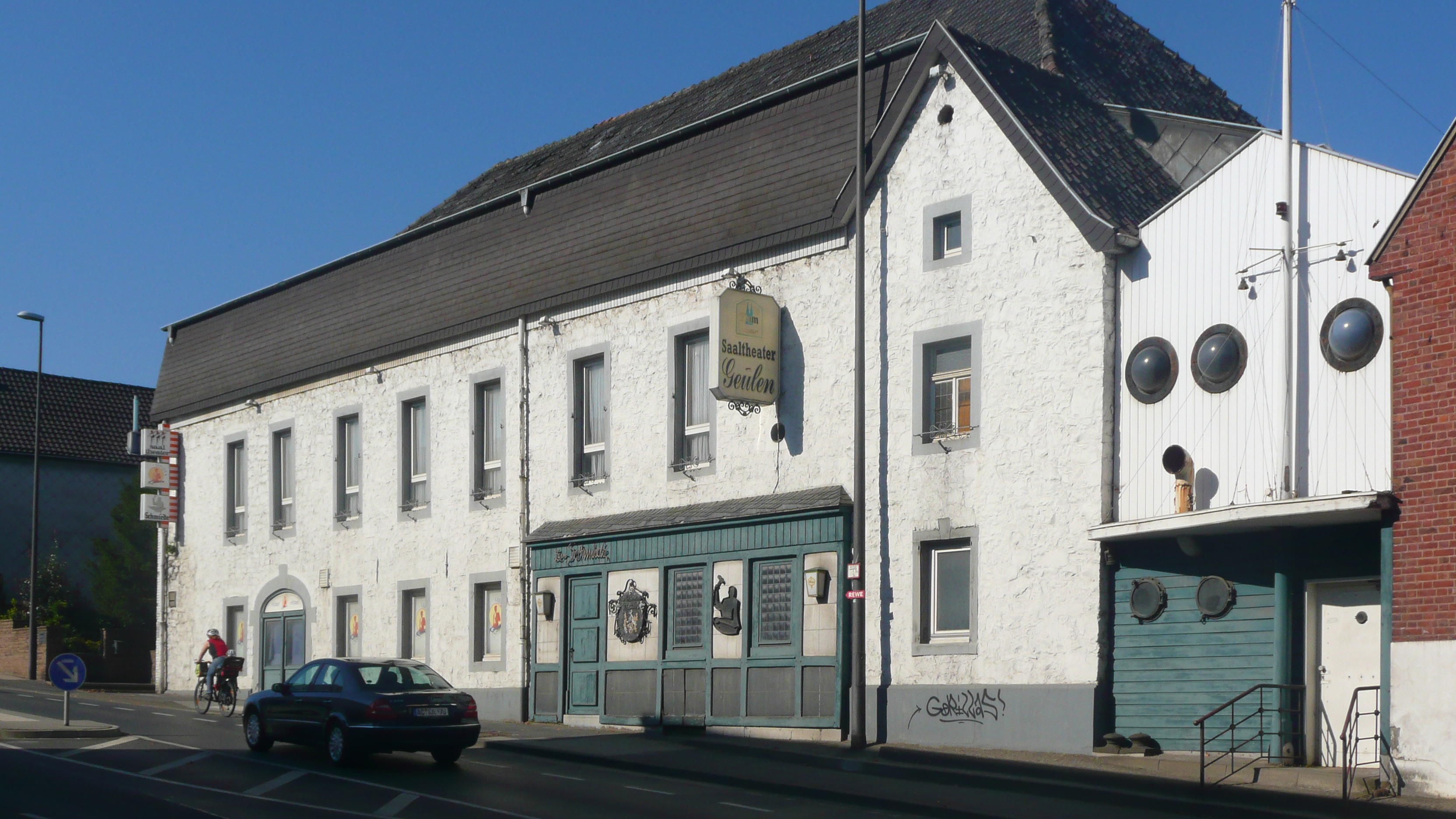
Ehemaliges Saaltheater Geulen

In Eilendorf gibt es drei Fußballvereine, den SV 1914 Eilendorf (Landesliga), DJK 1919 Arminia Eilendorf (Landesliga) und den SC 1928 Nirm (Kreisliga C). Alle drei Fußballvereine verteilen sich auf drei verschiedene Sportplätze, wobei SV Eilendorf und Arminia Eilendorf jeweils über einen Rasenplatz und einen Kunstrasenplatz verfügen. Der SVE ist an der Halfenstraße aktiv, die Arminia spielt im Stadion an der Linde und der SC Nirm spielt auf dem Sportplatz Scheidmühle in der Wolfsbendenstraße.
Außerdem gibt es den Hockeyclub Eilendorfer HC e. V. 1976 (1. Verbandsliga), einen Volleyball-, Basketballverein, den Eilendorfer TV (Landesliga, Bezirksklasse), einen Handballverein, den SV Eilendorf (Landesliga), einen Badminton-, Tischtennis-, Schach-Verein (Mittelrhein Verbandsliga West), alle DJK Arminia Eilendorf, den Ringerclub RC Eilendorf (Landesliga), Pool-Billard-Freunde 94 Eilendorf, Pool-Billard-Club Blau-Weiß Eilendorf 1975 e. V., den Tennisclub TC-Eilendorf 1950 e. V., den Radsportclub RSC Schwalbe 1908 Eilendorf e. V. sowie eine Zweigstelle des TABALiNGO Sport & Kultur integrativ e. V. (mit einem inklusiven Vitalsportangebot).
Darüber hinaus befindet sich in der Gemarkung Auf dem Foerbrich der Schießstand der Aachener Karlsschützengilde, der zugleich auch anerkannter Leistungsstützpunkt für die olympischen Disziplinen im Sportschießen ist. 
Im Vereinsheim an der Nirmerstraße existieren zudem auch noch die Schützenbruderschaften St. Sebastianus Schützenbruderschaft von 1310 e. V. und die St. Apollonia Eilendorf 1926 e. V., welche sich zwei Schießstände und ein Vereinsheim teilen.
Im ehemaligen Saaltheater Geulen an der Von-Coels-Straße 183 fanden neben Konzerten und weiteren Veranstaltungen auch einige Boxkämpfe statt.

SV 1914 Eilendorf
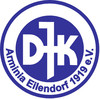
DJK 1919 Arminia Eilendorf
SC 1928 Nirm
Eilendorfer HC e. V. 1976
RSC Schwalbe 1908 Eilendorf e. V.
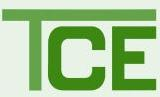
TC-Eilendorf 1950 e. V.
Eilendorfer TV 1870 e. V.
Motor-Sport-Club Eilendorf 1951 e. V.

## Söhne und Töchter von Eilendorf
- Heinz Bennent (1921–2011), deutscher Schauspieler.
- Walter Benner (1912–2005), deutscher Glasmaler.
- Franz Delheid (1912–1986), deutscher Kommunalpolitiker und ehrenamtlicher Landrat.
- Heinrich Fuchs (1924–1990), Politiker und Landtagsabgeordnete
- Arno Schiffers (1901–1964),  deutscher Maler, Graphiker und Architekt.
- Oswald Schiffers (1902–1976), deutscher Grafiker und Plakatkünstler.
- Paul Egon Schiffers (1903–1987), deutscher Bildhauer, Medailleur und Zeichner.
- Johannes Thomas (* 1941), Romanist und Professor an der Universität Paderborn.
- Walter Wüllenweber (* 1962), deutscher Journalist und Buchautor.